# Pedro II de Brasil
Pedro II de Brasil (Río de Janeiro, 2 de diciembre de 1825-París, 5 de diciembre de 1891) fue el segundo y último monarca del Imperio brasileño, habiendo reinado en el país durante un período de 58 años. Nacido en el Palacio Imperial de São Cristóvão, en Río de Janeiro, fue el hijo menor del emperador Pedro I de Brasil y la emperatriz consorte María Leopoldina de Austria, por tanto miembro de la Casa de Braganza. La abrupta abdicación de su padre y su viaje a Europa dejaron a Pedro con solo cinco años como emperador. 
Obligado a pasar la mayor parte de su infancia estudiando en preparación para reinar, conoció pocos momentos de alegría y amigos de su edad, por lo que tuvo una niñez y adolescencia solitarias. Sus experiencias con intrigas palaciegas y disputas políticas durante este período tuvieron un gran impacto en la formación de su carácter. El emperador Don Pedro II se convirtió en un hombre con un fuerte sentido del deber y devoción por su país y su pueblo. Por otro lado, con el pasar de los años, sintió crecientes molestias con su papel de monarca.
A pesar de haber heredado un imperio al borde de la desintegración, Pedro II transformó Brasil en una potencia emergente a nivel internacional. La nación creció de forma distinta a sus vecinos hispanoamericanos debido a su estabilidad política; a su libertad de expresión, que se mantuvo celosamente; al respeto a los derechos civiles y a su crecimiento económico regular así como por su forma de gobierno: una monarquía parlamentaria constitucional. Brasil salió victorioso de tres conflictos internacionales (la Guerra contra Oribe y Rosas, la Guerra de Uruguay y la guerra de la Triple Alianza) bajo su reinado y prevaleció en otras disputas internacionales y tensiones internas. Pedro II impuso con firmeza la abolición de la esclavitud a pesar de la oposición de intereses económicos y políticos y se ganó la reputación de ser un gran patrocinador del conocimiento, la cultura y las ciencias así como el respeto y la admiración de estudiosos como Charles Darwin, Victor Hugo y Friedrich Nietzsche. Fue amigo de Richard Wagner, Luis Pasteur y Henry Wadsworth Longfellow, entre otros. 
Si bien no existía el deseo de un cambio en la forma de gobierno en la mayoría de los brasileños, el emperador fue apartado del poder por un súbito golpe de Estado que solo contaba con el apoyo de un pequeño grupo de líderes militares que querían una república gobernada por un dictador. Pedro II se había cansado, estaba desilusionado con respecto a las perspectivas del futuro de la monarquía a pesar de su popularidad, y no apoyó ninguna iniciativa de restauración de la monarquía. Pasó sus dos últimos años de vida en Europa viviendo con escasos recursos.
El reinado de Pedro II tuvo un final poco común ya que fue depuesto cuando era muy querido por la mayoría del pueblo. A él le siguió un periodo de gobiernos débiles, dictaduras, crisis constitucionales y económicas. Los hombres que lo exiliaron pronto lo convirtieron en un modelo para la república brasileña. Algunas décadas después de su muerte, su reputación fue restaurada y sus restos mortales fueron llevados de vuelta a Brasil, donde es considerado un héroe y símbolo de identidad nacional.

## Primeros años

### Nacimiento

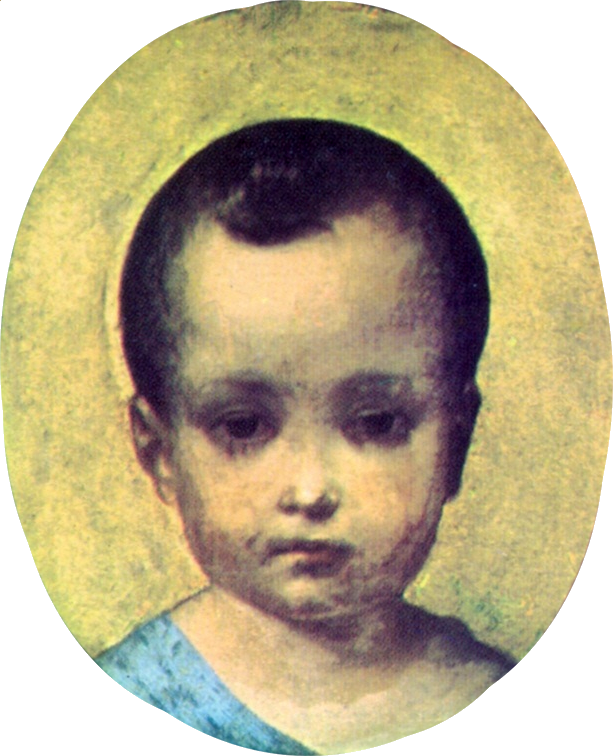
Pedro II con 10 meses (1826).

Dom Pedro II nació a las 2:30 de la madrugada del día 2 de diciembre de 1825 en el Palacio de São Cristóvão en Río de Janeiro, Brasil. Fue bautizado en honor a San Pedro de Alcántara.
Por parte de padre, el emperador Pedro I, era miembro de la rama brasileña de la Dinastía de Braganza y su nombre era precedido por el título honorífico de don desde su nacimiento. Era nieto de Juan VI, rey del Portugal,  y también sobrino de Miguel I. Su madre era la archiduquesa María Leopoldina de Austria, hija de Francisco I, emperador del Sacro Imperio Romano-Germánico. Por parte de madre, era sobrino político de Napoleón Bonaparte y primo de Napoleón II, heredero por la casa de Bonaparte al trono imperial de Francia, Francisco José I de Austria-Hungría y Maximiliano I, emperador de México.
Fue el único hijo varón y legítimo de Pedro I que sobrevivió a la infancia y fue reconocido oficialmente como heredero al trono brasileño con el título de príncipe imperial el 6 de agosto de 1826. La emperatriz Leopoldina murió el 11 de diciembre de 1826, poco días después de dar a luz a un niño que nació muerto y cuando Pedro solo tenía 1 año. Por lo tanto, Pedro no tenía recuerdos de su madre sino por lo que le contaban sobre ella. La influencia y los recuerdos de su padre se apagaron con el tiempo.
Dos años y medio después de la muerte de Leopoldina, el emperador volvió a casarse con Amelia de Beauharnais. El príncipe Pedro tampoco pasó mucho tiempo con su madrastra aunque tuvo con ella un vínculo afectuoso y estuvieron en contacto hasta la muerte de ella en 1873. El emperador Pedro I abdicó el 7 de abril de 1831, tras un largo conflicto con la facción liberal (que posteriormente se convertiría en los dos partidos dominantes de la monarquía, el Conservador y el Liberal) con poder en el parlamento. Él y Amelia salieron inmediatamente hacia Europa donde Pedro I iba a restaurar a su hija María II en el trono de Portugal ya que este había sido usurpado por su hermano, Miguel I. El príncipe imperial Pedro se convirtió entonces en Dom Pedro II, «emperador constitucional y defensor perpetuo del Brasil».

### Educación

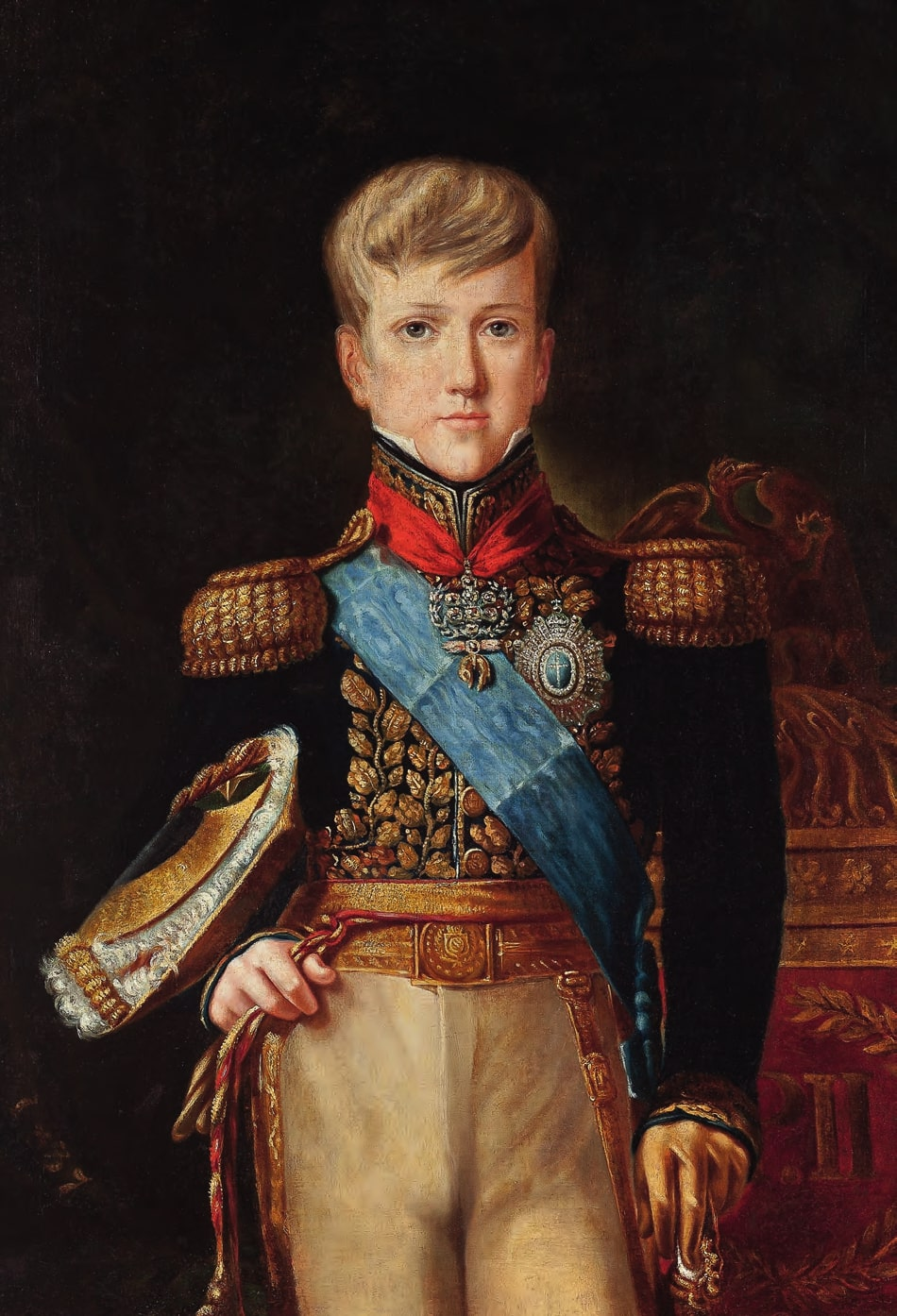
El emperador Pedro II con doce años vestido con el uniforme imperial de gala (1838).

Antes de dejar el país, el emperador seleccionó a tres personas para que cuidaran de su hijo y de las hijas que permanecieron en el país. La primera persona escogida fue José Bonifácio, amigo y líder influyente durante la independencia brasileña, que fue nombrado tutor. La segunda fue Mariana Carlota de Verna Magalhães Coutinho, posteriormente condesa de Belmonte, que era el aya de Pedro II desde el nacimiento de este. Cuando era un bebé, la llamaba «dadama» porque no sabía pronunciar correctamente la palabra «dama».Él la consideraba su segunda madre y seguía llamándola así incluso de adulto. La tercera persona escogida fue Rafael, un negro veterano de la guerra del Brasil. Rafael era un empleado del palacio en el que Pedro I confiaba ciegamente y le pidió que cuidase a su hijo, lo que hizo hasta el fin de sus días.
José Bonifácio fue destituido en diciembre de 1833 y sustituido por otro tutor. Pedro II se pasaba los días estudiando y solo tenía dos horas libres al día. Se levantaba a las 06:30 de la mañana, empezaba a estudiar a las siete y terminaba a las diez de la noche, cuando se iba a la cama. Su educación estuvo muy bien cuidada para incentivar valores y una personalidad diferente de la impulsividad e irresponsabilidad que caracterizaron a su padre. Su pasión por la lectura le permitió asimilar cualquier tipo de información. No obstante, Pedro II no era un genio, aunque sí era inteligente y tenía una gran capacidad para acumular conocimiento con facilidad.
El emperador tuvo una infancia solitaria e infeliz. La pérdida súbita de sus padres lo perseguiría toda su vida; tuvo muy pocos amigos de su edad y el contacto que tuvo con sus hermanas era limitado. El ambiente en el que fue criado lo convirtió en una persona tímida y carente de cariño que buscaba refugio en los libros y al mismo tiempo le proporcionaba una fuga de su mundo real.

### Coronación anticipada

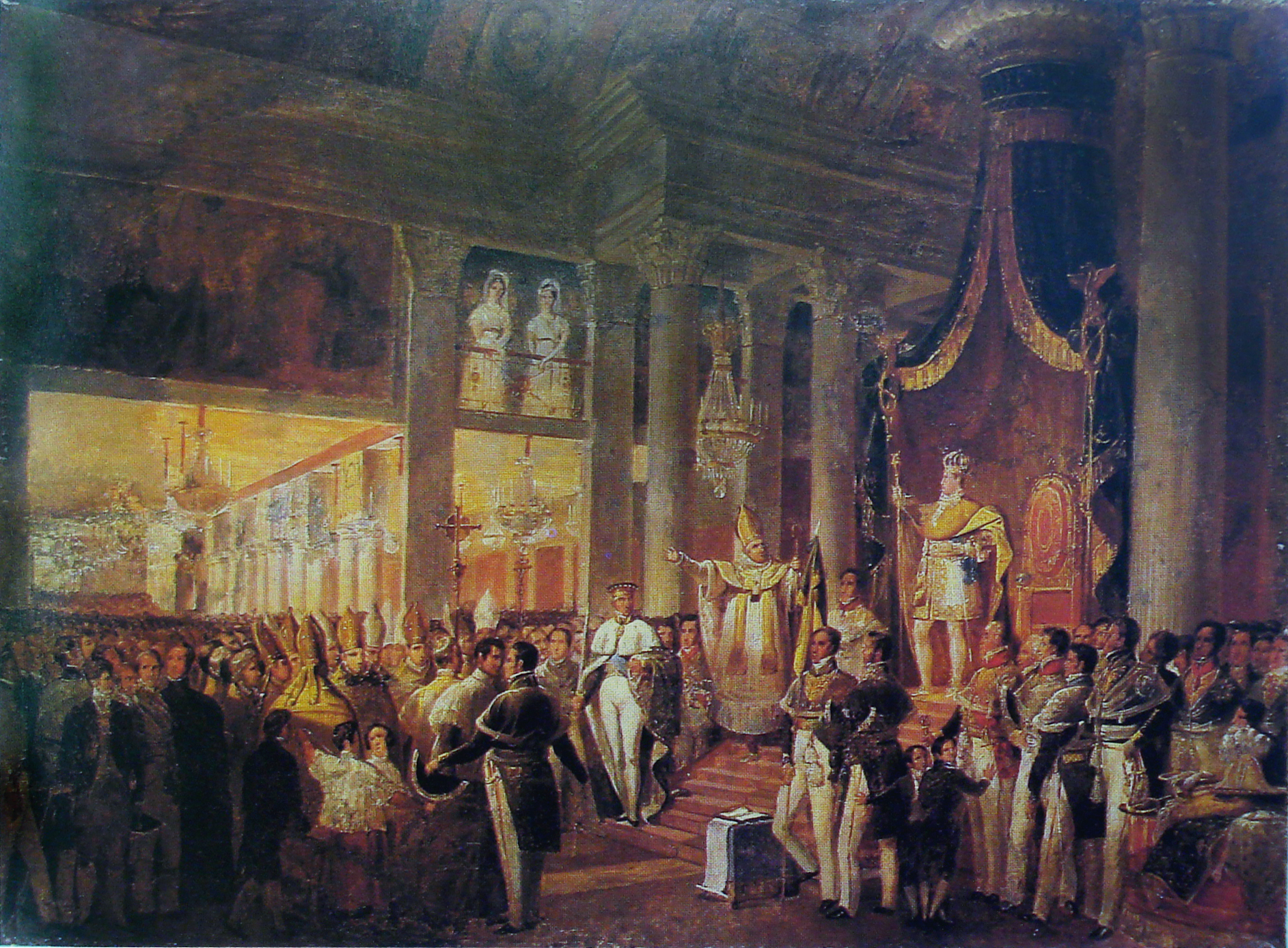
La coronación de Pedro II, con quince años, el 18 de julio de 1841.

La entronación de Pedro II en 1831 supuso el inicio de un periodo de crisis, el más inestable de la historia de Brasil. Se creó una regencia para gobernar en su lugar hasta que alcanzara la mayoría de edad. No obstante, las disputas entre las facciones políticas tuvieron como resultado una serie de rebeliones y crearon una situación inestable, casi anárquica bajo este periodo de regencia.
La posibilidad de adelantar la mayoría de edad del joven emperador, en lugar de esperar a que cumpliera 18 el 2 de diciembre de 1843, se tenía en consideración desde 1835. La idea fue apoyada, de cierta forma, por los dos principales partidos políticos. Se creía que aquellos que lo ayudaran a tomar las riendas del poder estarían en posición de manipular al joven emperador. Los políticos que habían surgido en la década de 1830 se habían familiarizado con los peligros de gobernar. De acuerdo con el historiador Roderick J. Barman: «[los políticos] habían perdido toda la fe en su capacidad para gobernar el país por sí solos. Aceptaron a Pedro II como una figura de autoridad cuya presencia era indispensable para la supervivencia del país». El pueblo brasileño también apoyaba el adelanto de la mayoría de edad, y consideraban a Pedro II «el símbolo vivo de la unión de la patria»; esa posición «le otorgó, a ojos del público, una mayor autoridad de la de cualquier monarca».
Los que defendieron la inmediata declaración de mayoría de edad de Pedro II redactaron una moción pidiéndole al emperador que asumiera plenos poderes. Se envió una declaración al palacio de São Cristóvão para preguntar si Pedro II aceptaría o rechazaría adelantar su mayoría de edad. Este respondió tímidamente que sí al ofrecimiento y prefirió que se produjera ese mismo día en vez de esperar a su cumpleaños en diciembre. Al día siguiente, el 23 de julio de 1840, el parlamento brasileño declaró formalmente a Pedro II mayor de edad con 15 años. Por la tarde, el emperador prestó juramento a la constitución. Fue aclamado, coronado y consagrado el 18 de julio de 1841.

## Consolidación

### Matrimonio

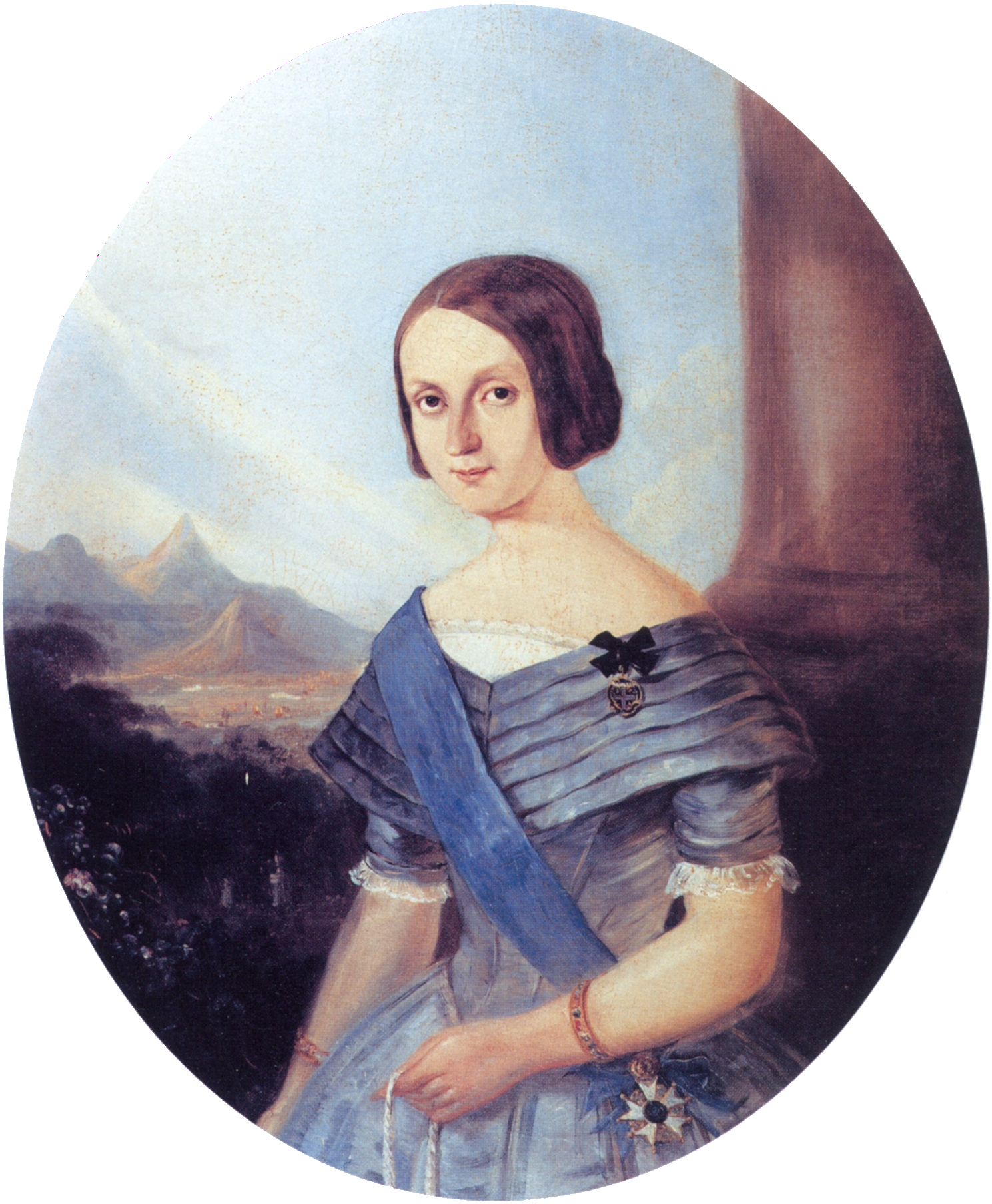
Teresa Cristina, esposa de Pedro II, con 24 años (1846).

El fin de la regencia estabilizó el gobierno. Con un monarca legítimo en el trono, la autoridad se revistió con una voz clara y única. Pedro II entendía su papel como el de un árbitro que dejaba sus ideas de lado para que no afectaran a su deber de moderador de las disputas políticas entre los partidos. El joven monarca era dedicado y realizaba inspecciones diarias personalmente y visitaba las administraciones públicas. Sus súbditos estaban impresionados con su aparente autoconfianza, a pesar de que su timidez y su falta de capacidad para desenvolverse en diferentes situaciones eran vistas como defectos. Su carácter reservado y el hecho de hablar con solo una o dos palabras hacían las conversaciones extremadamente difíciles. Su naturaleza taciturna era una manifestación de su miedo a las relaciones cercanas que tenía su origen en las vivencias de abandono, intriga y traición que tuvo en la infancia.
Entre bambalinas, se creó un grupo de siervos de palacio de alto cargo y notables políticos conocidos como "Facción Cortesana" (Facção Áulica, en portugués) o "Club da Joana" por la influencia que tenían sobre el joven emperador -y algunos eran tan cercanos como Mariana de Verna. Pedro II fue utilizado con maestría por los cortesanos para eliminar a sus enemigos (tanto reales como supuestos) a través del alejamiento de sus rivales. El acceso a la persona del monarca por políticos rivales y la información que este recibía estaban cuidadosamente controlados. Una ronda continua de asuntos de gobierno, estudios, eventos y apariciones personales, usadas como distracciones, mantuvieron al emperador ocupado, aislado de forma efectiva y le impedían darse cuenta de cómo estaba siendo explotado.

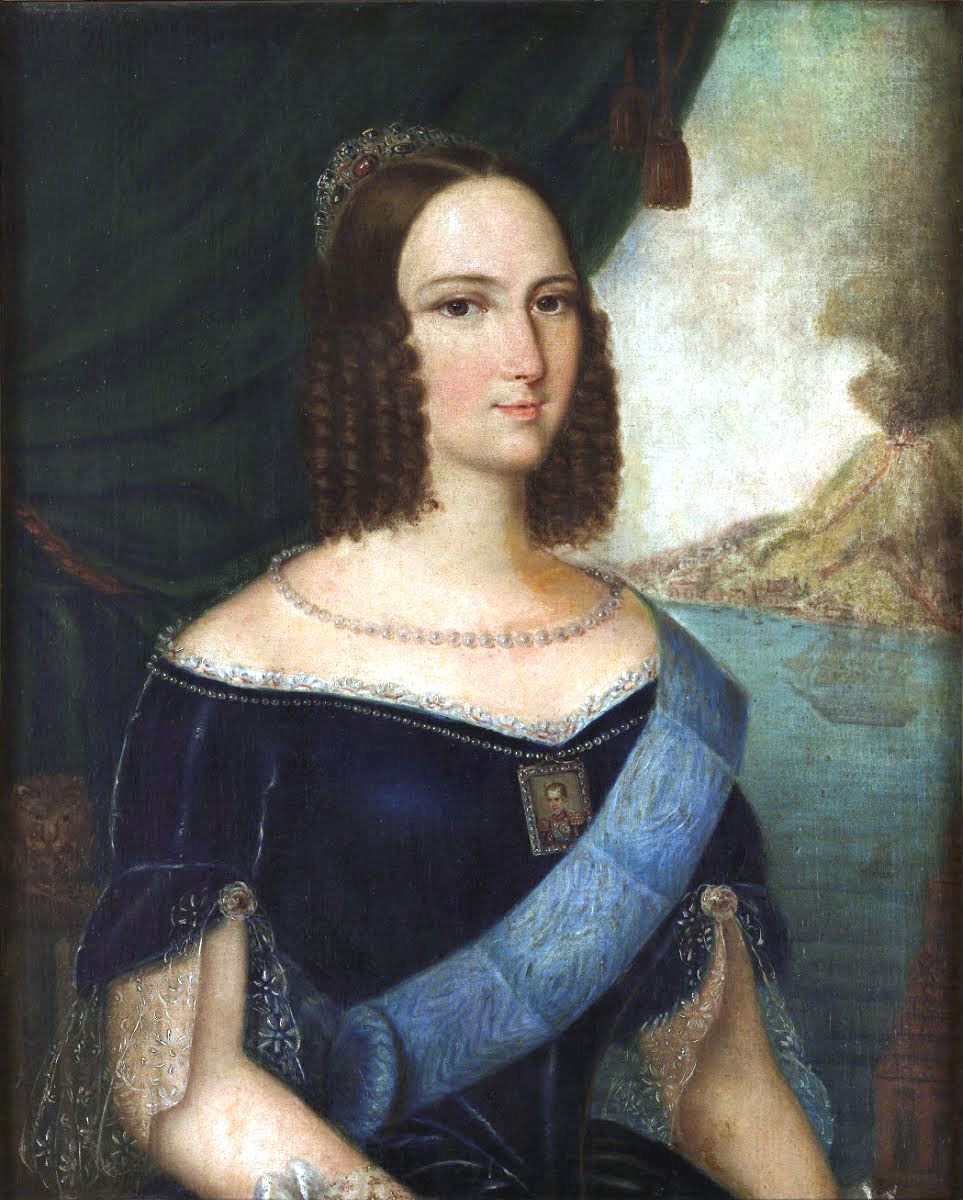
El falso retrato de Teresa Cristina que fue enviado a Pedro II para alentar el matrimonio imperial.

Los cortesanos estaban preocupados con la inmadurez del emperador y creyeron que un matrimonio podía mejorar su comportamiento y su personalidad. El gobierno del Reino de las Dos Sicilias ofreció la mano de la princesa Teresa Cristina. El retrato que estos enviaron reveló que se trataba de una mujer joven y guapa, lo que llevó a Pedro II a aceptar la propuesta. Se casaron por poderes en Nápoles el 30 de mayo de 1843 y la nueva emperatriz de Brasil desembarcó en Río de Janeiro el 3 de septiembre. Al verla en persona el emperador sufrió una decepción ya que el retrato estaba claramente idealizado; Teresa Cristina era una mujer baja, con algo de sobrepeso y coja. El emperador no ocultó su decepción. Uno de los presentes afirmó que el emperador le dio la espalda a Teresa Cristina; otro, que del shock, el emperador tuvo que sentarse y es posible que ambas cosas fueran verdad. Aquella noche, Pedro II lloró y le dijo a Mariana de Verna: «Me han engañado, Dadama». Horas y horas fueron necesarias para convencerlo de que el deber le exigía que siguiera adelante con el matrimonio. Una celebración nupcial, con la ratificación de los votos, se realizó el día siguiente, el 4 de septiembre.

### Establecimiento de la autoridad imperial

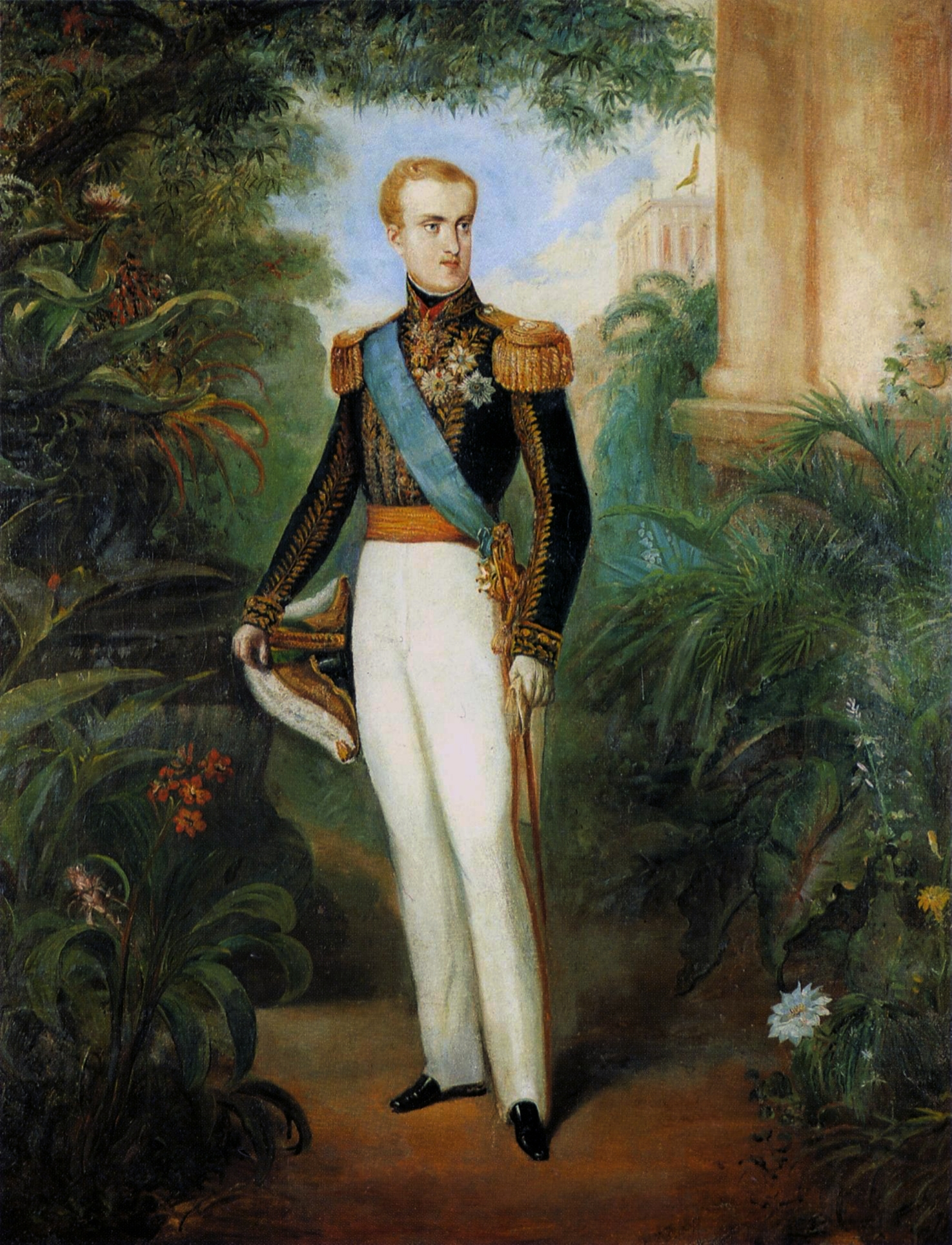
Pedro II con veinte años (1846).

En 1846, Pedro II ya había madurado física y mentalmente. Ya no era el joven inseguro de 14 años que se dejaba llevar por los rumores y por insinuaciones de complots secretos y otras tácticas manipuladoras. Se había convertido en un hombre de 1,93 m de altura, ojos azules y pelo rubio, y sus contemporáneos lo describían como guapo.
Con su crecimiento, sus debilidades desaparecieron y sus cualidades salieron a la luz. Aprendió no solo a ser imparcial y dedicado, sino también cortés, paciente y sensato. A medida que comenzó a ejercer por completo su autoridad, sus nuevas habilidades sociales y su dedicación en el gobierno contribuyeron enormemente a dar una imagen pública de eficiencia. El historiador Roderick J. Barman lo describió así: «[Pedro II] mantenía sus emociones bajo férrea disciplina. Nunca era basto y nunca perdía la cabeza. Era excepcionalmente inteligente con las palabras y cauteloso en su forma de reaccionar».
A finales de 1845 y principios de 1846, el emperador realizó un viaje por las provincias más al sur de Brasil y pasó por São Paulo, Santa Catarina y Río Grande do Sul. Este se sorprendió de la bienvenida tan entusiasta y calurosa que recibió en todas las provincias. Esto lo ánimo, por primera vez en la vida, a actuar con confianza por iniciativa propia. Este periodo supuso el fin de la "Facción Cortesana". Pedro II eliminó con éxito toda influencia que los cortesanos tenían y los alejó de su círculo íntimo al mismo tiempo que evitaba una alteración pública.

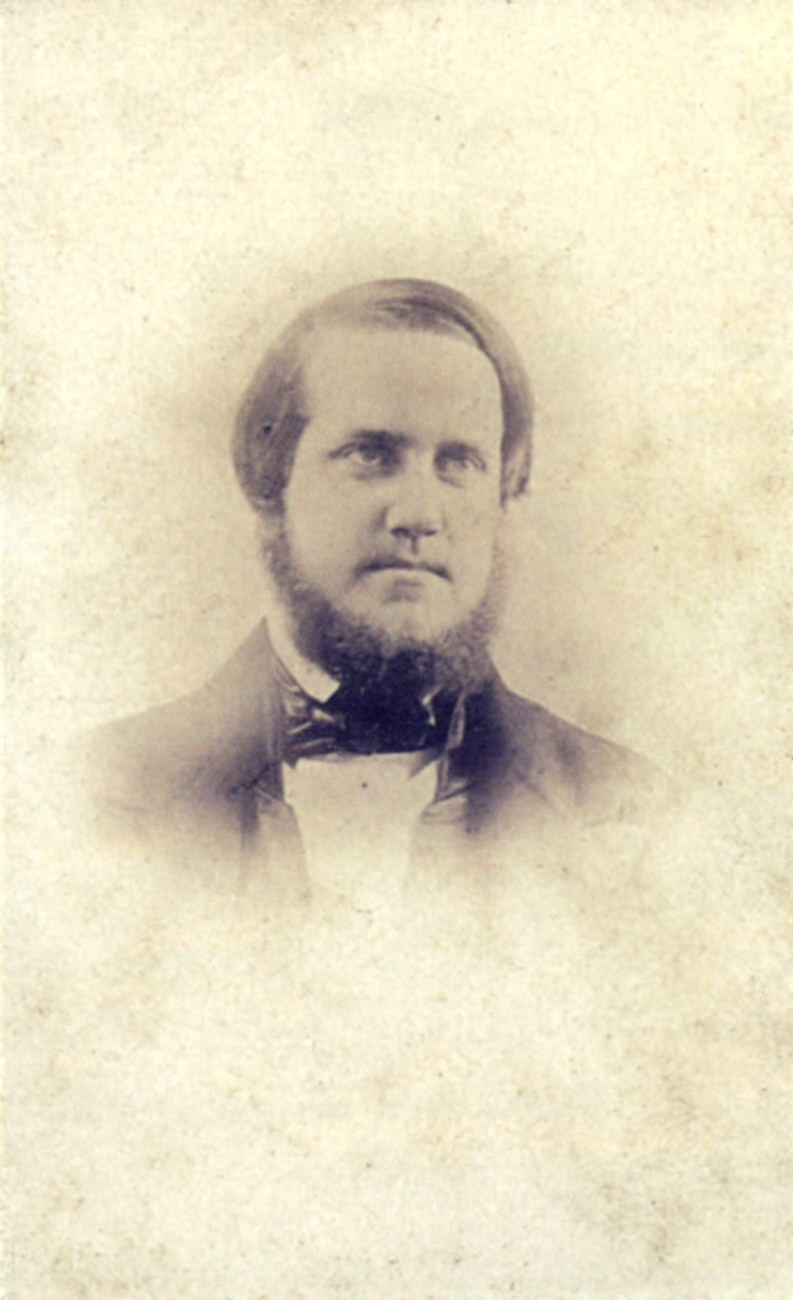
Pedro II a los veintidós años (1848). Esto es una copia posterior de un daguerrotipo que se cree perdido. Es la fotografía más antigua del emperador que aún existe.

Pedro II se enfrentó a tres graves crisis entre 1848 y 1852. La primera fue la lucha contra el tráfico ilegal de esclavos provenientes del continente africano, que había sido legalmente abolido como parte de un tratado con Gran Bretaña. El tráfico continuó sin embargo y el parlamento británico promulgó la Ley Aberdeen en 1845, la cual autorizaba a los barcos de guerra británicos a abordar navíos de carga brasileños y a capturar los que estuvieran involucrados en el tráfico de esclavos. Además, el 6 de noviembre de 1848, estalló la revuelta Praieira; este era un conflicto entre facciones políticas locales en la provincia de Pernambuco que acabó en marzo de 1849. La ley Eusébio de Queirós se promulgó el 4 de septiembre de 1850, la cual otorgó al gobierno brasileño una amplia autoridad para combatir el tráfico ilegal de esclavos. Con esta nueva arma, Brasil eliminó la importación de esclavos. Esta crisis acabó en 1852 cuando Gran Bretaña reconoció que el tráfico de esclavos había concluido.
La tercera crisis fue un conflicto con la Confederación Argentina relacionado con la propiedad de los territorios alrededor del Río de la Plata y la navegación de sus afluentes. Durante la década de 1830, el gobernante Juan Manuel de Rosas apoyó revueltas en Uruguay y Brasil y solo a partir de 1850 le fue posible a Brasil hacer frente a la amenaza que representaba Rosas. Se forjó una alianza entre Brasil, Uruguay y las provincias argentinas rebeldes, lo que provocó la guerra contra Oribe y Rosas y la posterior caída del gobernante argentino en 1852.
El éxito del imperio en las tres crisis aumentó considerablemente la estabilidad y el prestigio de Brasil. Internacionalmente, los europeos comenzaron a ver al país como un símbolo de los ideales liberales familiares, como la libertad de prensa y el respeto constitucional a las libertades civiles. Su monarquía parlamentaria representativa contrastaba con la mezcla de dictaduras e inestabilidad de las naciones de Sudamérica durante este periodo.

## Crecimiento

### Pedro II y la política

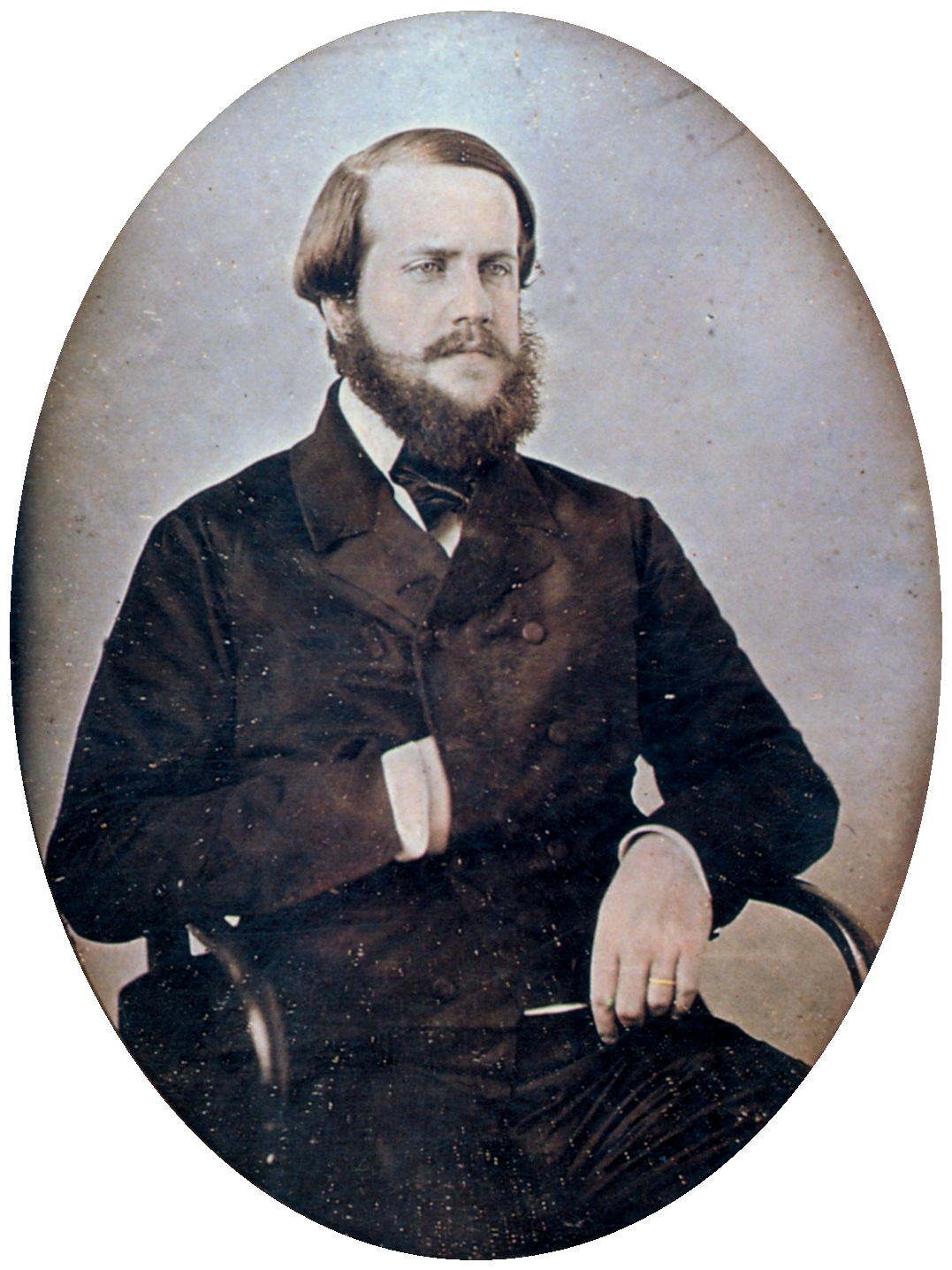
Pedro II, con alrededor de veinticinco años (1851).

A principios de la década de 1850, Brasil disfrutaba de estabilidad interna y de prosperidad económica. El país estaba siendo conectado de una punta a otra a través de líneas férreas, telegráficas y de barcos a vapor y se estaba convirtiendo en una única entidad. Para la opinión pública en general, tanto en casa como en el exterior, estos hechos fueron posibles gracias a dos razones: «a su gobierno, que era una monarquía, y a la personalidad de Pedro II».
Pedro II no era una figura ornamental como los monarcas de Gran Bretaña ni un autócrata como los zares rusos. El emperador ejercía el poder a través de la cooperación entre los políticos electos, los poderes económicos y el apoyo popular. Esta interdependencia e interacción influyeron en la dirección del reinado de Pedro II. Los éxitos más notables del emperador se consiguieron gracias a la cooperación y a la no confrontación para con los hechos con los que tuvo que lidiar. Era muy tolerante y raramente se ofendía con las críticas, con la oposición o, incluso, con la incompetencia. Tenía mucho cuidado a la hora de nombrar candidatos y solo elegía a los más altamente cualificados. También buscaba eliminar la corrupción. No tenía autoridad constitucional para obligar a la aplicación de iniciativas sin el debido apoyo, y su afán colaborador permitió a la nación progresar y permitió al sistema político funcionar con éxito.
Las inseguridades de su infancia y la explotación sufrida durante su juventud hicieron que el emperador tomara control sobre su propio destino. En su visión del mundo, para alcanzar la autodeterminación era necesario obtener el poder necesario y mantenerlo. Él utilizaba su activa participación en el rumbo del gobierno como medio de influencia. Su dirección se volvió indispensable a pesar de que nunca tuvo un «gobierno de un hombre solo». El emperador respetaba las prerrogativas de la legislatura, incluso cuando los políticos se resistían, retrasaban o frustraban sus objetivos y nominaciones.
El sistema político nacional brasileño se parecía al de cualquier nación parlamentaria. El emperador, como jefe de Estado, pedía a un miembro del Partido Conservador o del Partido Liberal que formara gobierno. El otro partido pasaría a la oposición en la legislatura, como contrapeso al nuevo gobierno. «En su manejo de los dos partidos, tenía que mantener una reputación de imparcial, trabajar de acuerdo con la voluntad popular y evitar todo tipo de imposición flagrante de su voluntad en la escena política».
La presencia activa de Pedro II en la escena política era una parte importante de la estructura del gobierno, que también incluía el consejo de ministros, la Cámara de Diputados y el Senado. La mayor parte de los políticos apoyaban el papel del emperador. Muchos habían vivido durante el periodo de regencia, cuando la falta de un monarca que pudiera mantenerse por encima de los intereses propios, llevó a años de lucha entre facciones políticas. Sus experiencias con la vida pública le crearon la convicción de que el emperador era «indispensable para la paz y la prosperidad permanente de Brasil».

### Vida doméstica

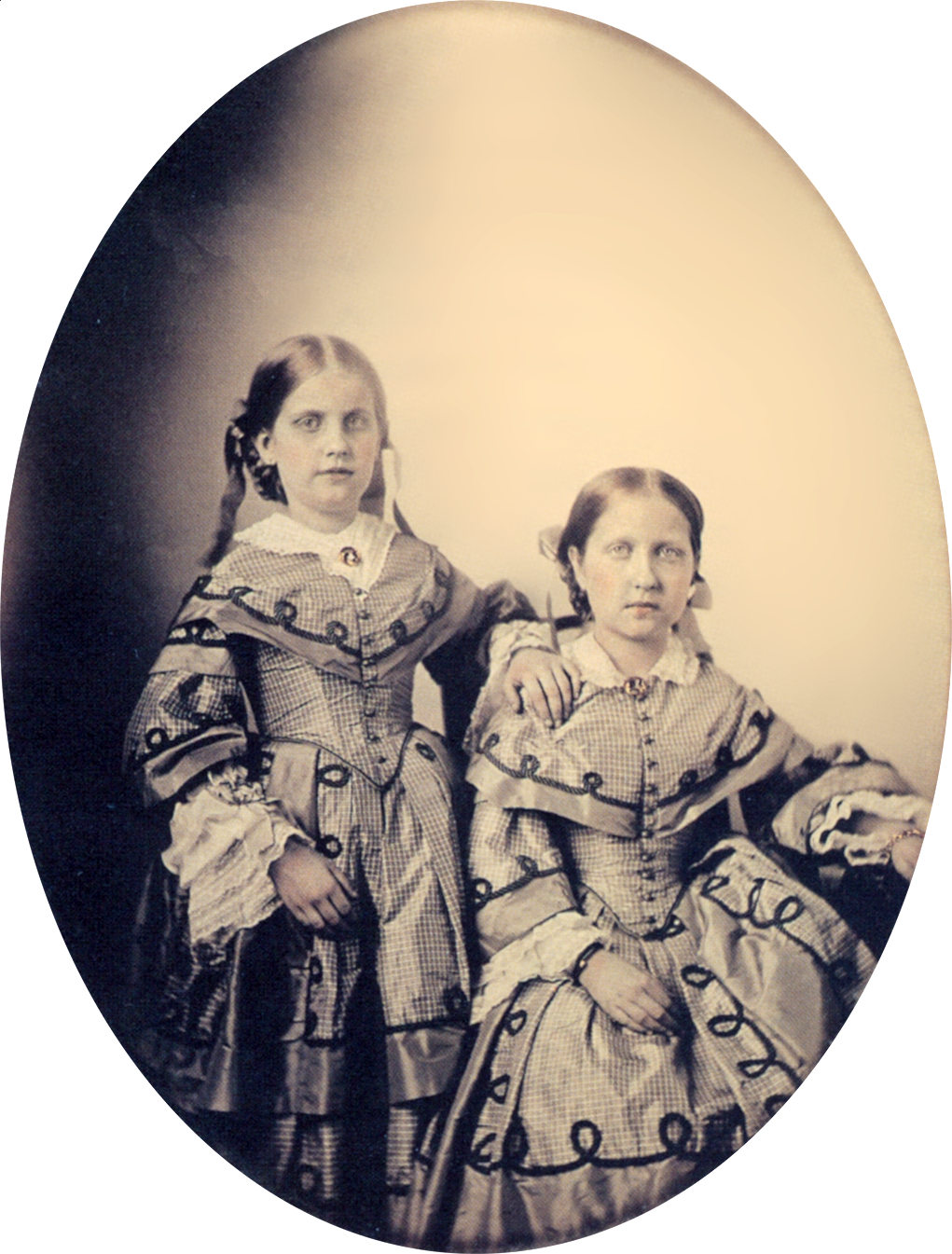
Las hijas supervivientes de Pedro II en 1855: las princesas Leopoldina e Isabel (sentada).

El matrimonio entre Pedro II y Teresa Cristina empezó mal, pero a base de madurez, paciencia y, con el nacimiento del primer hijo Alfonso, la relación mejoró. Más tarde, Teresa Cristina tuvo tres hijos más: Isabel, en 1846; Leopoldina, en 1847; y por último, Pedro, en 1848. Sin embargo, los dos niños murieron durante la infancia, lo que devastó al emperador. Además de sufrir como padre, su visión de futuro sobre el imperio cambió completamente. A pesar del afecto que sentía por sus hijas, no creía que Isabel, a pesar de ser la heredera, tuviera una posibilidad real de prosperar en el trono. Él creía que su sucesor tenía que ser un hombre para que la monarquía fuese viable. Empezó a pensar que el sistema imperial estaba unido a su persona y que no sobreviviría a su muerte. Isabel y su hermana recibieron una educación excepcional, a pesar de que no fueron educadas para gobernar el país. Pedro II excluía deliberadamente a Isabel en la participación de los asuntos y decisiones de gobierno.
Alrededor de 1850, Pedro II empezó a tener amores discretos con otras mujeres. La más famosa y duradera de esas relaciones fue con Luísa Margarida de Barros Portugal, condesa de Barral, con quien mantuvo una relación de amistad romántica e íntima, pero no adúltera, y la nombró aya de sus hijas en noviembre de 1856. Durante toda la vida, el emperador tuvo la esperanza de encontrar a su alma gemela, algo que sentía que le habían robado al ser obligado a casarse por razones de Estado con una mujer por la que nunca sintió nada. Esto son solo dos ejemplos que ilustran la doble personalidad del emperador; una era la de Pedro II que llevaba con ahínco el papel de emperador que el destino le había impuesto y, la otra, era Pedro de Alcántara, que consideraba el cargo imperial una carga pesada y que se sentía más feliz en los mundos de la literatura y la ciencia.
Pedro II era un trabajador compulsivo y su rutina era muy exigente. Normalmente se levantaba a las siete de la mañana y no se acostaba hasta las dos de la madrugada del día siguiente. Reservaba sus días a los asuntos de Estado y el poco tiempo libre que tenía lo dedicaba a leer y a estudiar. El emperador vestía a diario un sencillo frac negro con pantalones y corbata negros. En las ocasiones especiales usaba el uniforme de gala y solo aparecía vestido con el traje de emperador dos veces al año en la apertura y el cierre de la Asamblea General.
Pedro II era tan exigente con los políticos y funcionarios como consigo mismo. El emperador le exigía a los políticos que trabajaran ocho horas al día y adoptó una política exigente en cuanto a la selección de funcionarios basada en la moralidad y el mérito. Para ser ejemplo, él adoptó una forma de vida sencilla y se acabaron los bailes y los eventos de corte desde 1852. También se negó a aumentar su partida presupuestaria (800 000 000 de reales al año), que se mantuvo estable desde 1840 y pasó a representar de un 3 % a un 0,5 % del gasto público en 1889. Tampoco le gustaba el lujo, ya que entendía que el lujo era «un gasto inútil y un robo a la Nación».

### Mecenas de las artes y las ciencias

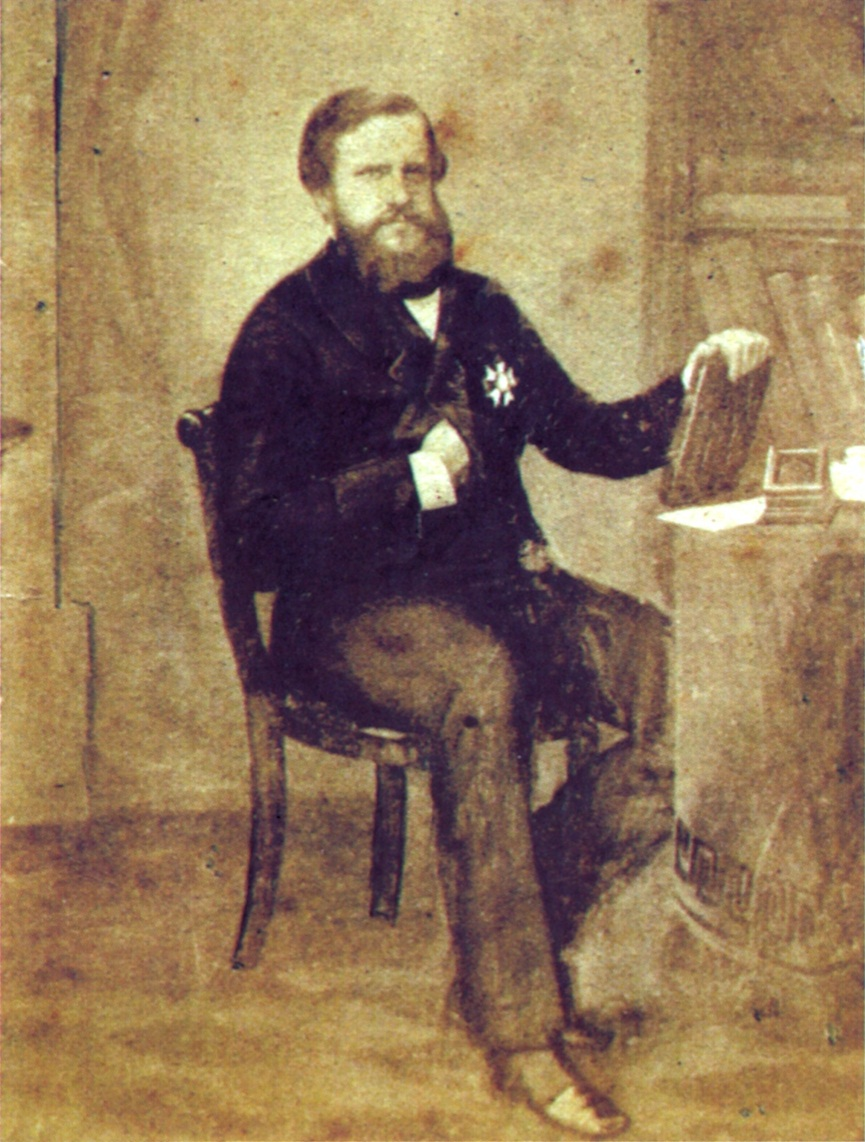
Pedro II (c. 1858). En la década de 1850, los libros empezaron a aparecer de manera prominente en sus retratos: una referencia a su papel como defensor de la educación.

«Nací para consagrarme a las letras y a las ciencias», comentó el emperador en su diario personal en 1862. Siempre encontró placer en la lectura y descubrió en los libros un refugio. Su habilidad para recordar pasajes que había leído en el pasado era notable. Los intereses de Pedro II eran diversos e incluían antropología, geografía, geología, medicina, derecho, estudios religiosos, filosofía, pintura, escultura, teatro, música, química, poesía y tecnología. Hacia el final de su reinado, había tres bibliotecas en el palacio de São Cristóvão que contenían más de 60 000 libros. Su pasión por la lingüística lo llevó a estudiar idiomas y era capaz de hablar y escribir no solo en portugués, sino también en latín, francés, alemán, inglés, italiano, español, griego, árabe, hebreo, sánscrito, chino, provenzal y tupí. Se convirtió en el primer brasileño que adquirió una cámara de daguerrotipo en marzo de 1840. Montó un laboratorio fotográfico en el palacio de São Cristóvão y otro de química y física. También construyó un observatorio astronómico en el palacio.
La erudición del emperador sorprendió a Friedrich Nietzsche cuando se conocieron. Sucedió durante un viaje por Europa organizado por su Consejo de Ministros en 1870 durante el que previamente conoció a Richard Wagner. Era 1871, Nietzsche viaja en un tren por Austria pero cuenta entró a un vagón privado por error, pidió disculpas pero su anfitrión le pidió que se quedara y tuvieron una conversación muy grata, después de la que Nietzsche quedó asombrado por la erudición de su comensal, cuya identidad desconocía al momento de descender del tren. Se volverían a encontrar en 1876, al inaugurarse en el Festspielhaus de Bayreuth la tetralogía de El anillo del nibelungo. Victor Hugo le dijo: «Señor, eres un gran ciudadano, eres el nieto de Marco Aurelio», y Alexandre Herculano lo llamó «príncipe que la opinión general considera como el número uno de su era gracias a una mente dotada y a la constante aplicación de su don para las ciencias y la cultura». Era miembro de la Royal Society, de la Academia de las Ciencias de Rusia, de las Reales Academias de Ciencias y Artes de Bélgica y de la Sociedad Geográfica Americana. En 1875 fue elegido miembro de la Academia de las Ciencias francesa, un honor que solo habían recibido otros dos jefes de Estado: Pedro, el Grande y Napoleón Bonaparte. Pedro II se carteó con científicos, filósofos, músicos y otros intelectuales. Se hizo amigo de muchos de sus destinatarios como Richard Wagner, Louis Pasteur, Louis Agassiz, John Greenleaf Whittier, Michel Eugène Chevreul, Alexander Graham Bell, Henry Wadsworth Longfellow, Arthur de Gobineau, Frédéric Mistral, Alessandro Manzoni, Alexandre Herculano, Camilo Castelo Branco y James Cooley Fletcher.

### Popularidad y conflicto con el Imperio británico

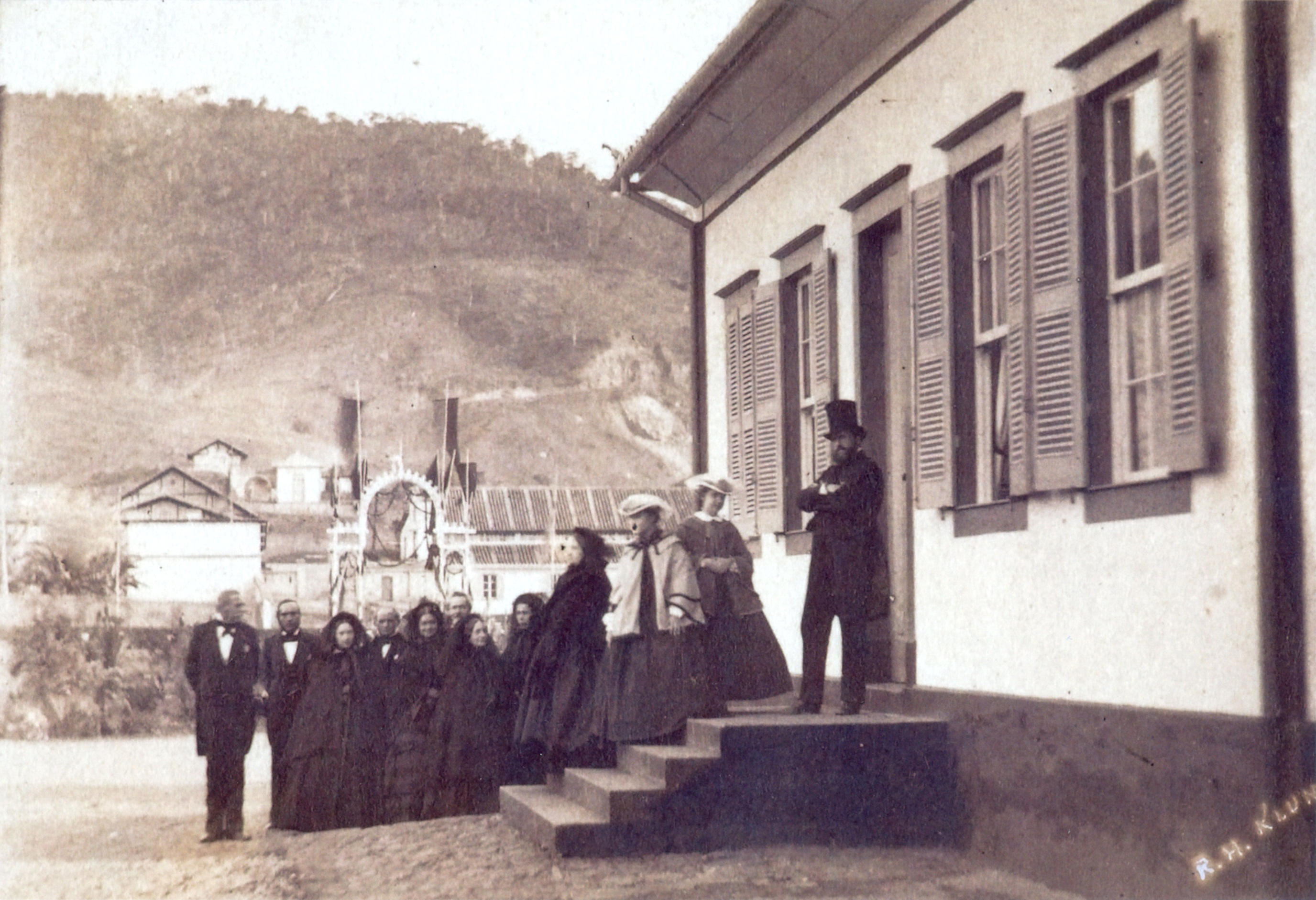
Pedro II con su mujer y sus hijas al sur de Minas Gerais en 1861.

A finales de 1859, Pedro II abandonó la capital para viajar por las provincias del norte. Visitó Espírito Santo, Bahía, Sergipe, Alagoas, Pernambuco y Paraíba y volvió en febrero de 1860 tras haber estado viajando cuatro meses. El viaje fue un gran éxito ya que el emperador fue recibido calurosamente por todos los lugares por donde pasó.
La primera mitad de la década de 1860 vio un Brasil en paz y próspero. Las libertades civiles se mantuvieron pues Pedro II defendía con vigor la libertad de expresión, que existía desde la independencia de Brasil. Los periódicos nacionales y provinciales se convirtieron para él en un medio ideal para conocer la opinión pública y la situación general de la nación. Otro medio era el contacto directo con sus súbditos por lo que organizaba audiencias públicas los martes y los sábados. Cualquier persona, incluso los esclavos, podía ser recibida y presentar sus peticiones o contar su historia. También visitaba escuelas, prisiones, exposiciones, fábricas y cuarteles y aprovechaba estas apariciones públicas para recopilar información de primera mano.
Esta tranquilidad desapareció cuando el cónsul británico en Río de Janeiro, William Dougal Christie, se declaró dispuesto a provocar una guerra entre su país y Brasil. El diplomático, que creía en la diplomacia de cañonero, envió a Brasil un ultimátum abusivo tras dos incidentes menores ocurridos entre finales de 1861 y principios de 1862. El primero fue el naufragio de un navío inglés en la costa de Río Grande do Sul y el pillaje de sus bienes por los habitantes locales; el segundo fue el arresto de oficiales británicos borrachos que provocaron desórdenes en las calles de Río. El gobierno brasileño se negó a ceder y William Dougal Christie dio órdenes a los barcos de guerra británicos para que capturaran navíos mercantes brasileños como indemnización. La marina brasileña se preparó para un conflicto inminente y el emperador ordenó comprar material de artillería costera. Los acorazados y las defensas recibieron la autorización para abrir fuego contra cualquier navío británico que intentase capturar un barco brasileño. Pedro II dirigió la resistencia de Brasil y rechazó toda concesión. Esta respuesta fue una sorpresa para Christie, quien cambió de comportamiento y propuso una vía pacífica y de arbitraje internacional. El gobierno brasileño presentó sus argumentos y, al ver la posición del gobierno británico debilitada, rompió sus relaciones diplomáticas con Gran Bretaña en junio de 1863.

## Guerra de la Triple Alianza

### El «patriota voluntario»

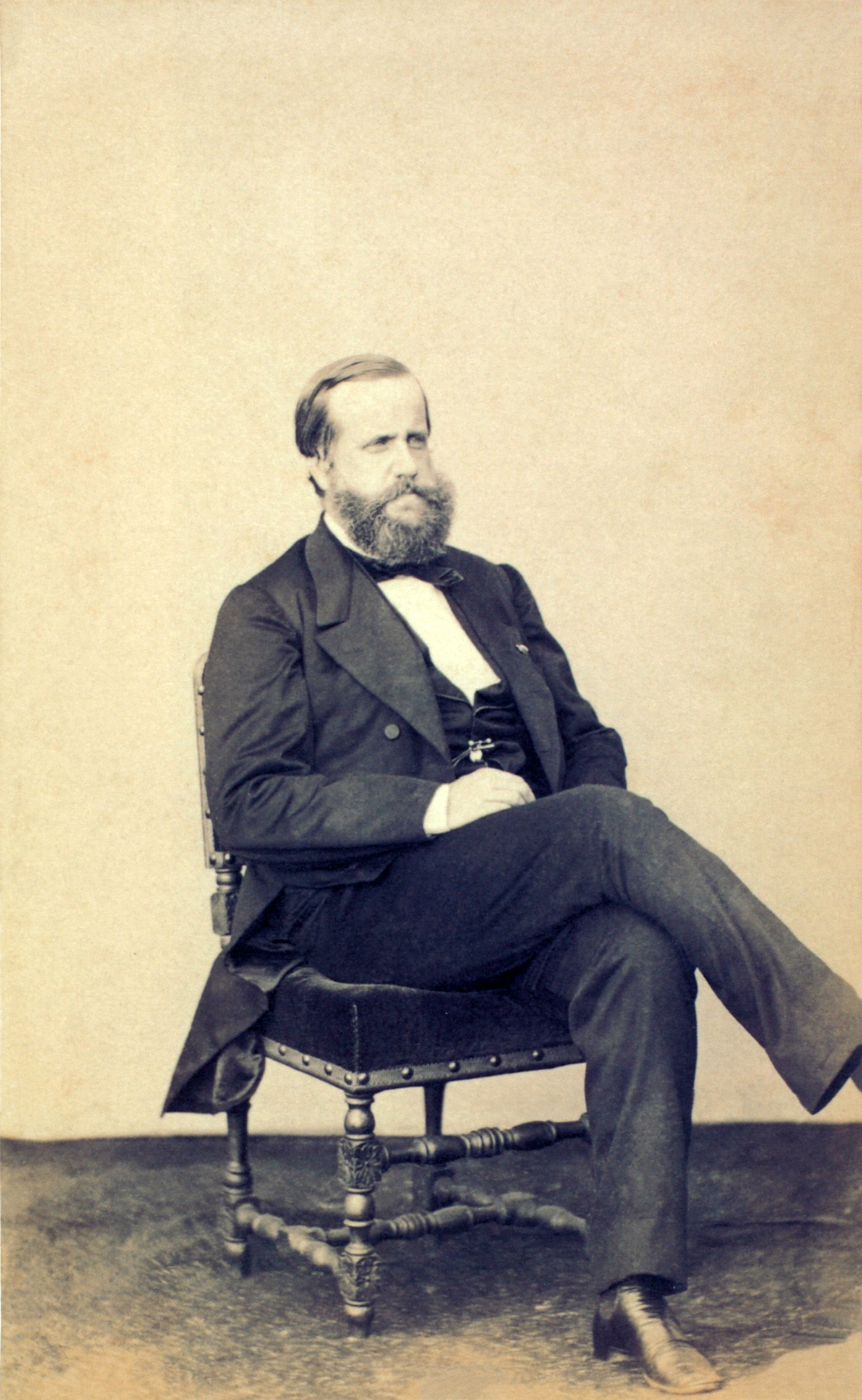
Pedro II con 39 años, en 1865.

Mientras que continuaba la amenaza de guerra del Imperio británico, Brasil debía prestar atención a sus fronteras meridionales ya que comenzó en Uruguay una nueva guerra civil. El gobierno brasileño decidió intervenir por miedo a dar una imagen de debilidad ante los británicos. El ejército brasileño invadió Uruguay en diciembre de 1864 para llevar a cabo una breve campaña victoriosa que acabó el 20 de febrero de 1865 con el derrocamiento del presidente Bernardo Berro y la imposición de Venancio Flores como dictador de Uruguay.
Durante este tiempo, en noviembre de 1864, el gobierno de Francisco Solano López viéndose amenazado por el Imperio en su acceso al mar, derrocando en forma ilegítima al gobierno blanco del Uruguay aliado del Paraguay, además de haber ignorado el ultimátum del gobierno paraguayo al Imperio sobre su invasión al Uruguay, en defensa de su dignidad de país soberano, declara la guerra al imperio y ocupa parte del Mato Grosso que estaba en disputa con el Imperio del Brasil, el cual había usurpado en forma ilegítima en 1804. El gobierno paraguayo reclamaba posesión legítima de dicho territorio, y en reiteradas ocasiones había intentado poner fin a la disputa, pero fue el Imperio que evadió la resolución por su insaciable codicia de territorios, sosteniendo la tesis infundada que el límite era el río Apa. En marzo de 1865, el gobierno paraguayo declara la guerra a Argentina, por negarse a dar paso por su territorio para ir a defender al Uruguay, sin embargo, el gobierno argentino brindaba apoyo al Imperio e incluso daba municiones a la armada brasilera en su bombardeo a la ciudad uruguaya de Paysandú. El presidente argentino Bartolomé Mitre ocultó la declaración de guerra para pasar por país agredido cuando, el ejército paraguayo ocupó la ciudad de Corrientes.
Consciente de la anarquía que reinaba en la región y de la incapacidad e incompetencia de los jefes militares para aguantar el empuje del ejército paraguayo, Pedro II decidió ir en persona al frente. Aunque el Consejo de Ministros y el Parlamento se negó. Tras recibir una opinión desfavorable del Consejo de Estado, Pedro II hizo la siguiente declaración: «Si se me impide ir allí como emperador, no se me puede impedir abdicar e ir como patriota voluntario». Por eso, a los brasileños que se iban de voluntarios a la guerra se les conocieron como los «patriotas voluntarios», en homenaje a Pedro II. El monarca fue llamado popularmente «el voluntario número uno».
Pedro II abandonó la capital hacia el sur en julio de 1865. Llegó a Río Grande do Sul algunos días más tarde y prosiguió su camino por tierra. El viaje lo hizo a caballo y en carreta y, por la noche, el emperador dormía en una tienda de campaña. Pedro II llegó a Uruguayana, una localidad brasileña ocupada por el ejército paraguayo el 11 de septiembre. Cuando llegó, las tropas paraguayas fueron cercadas.

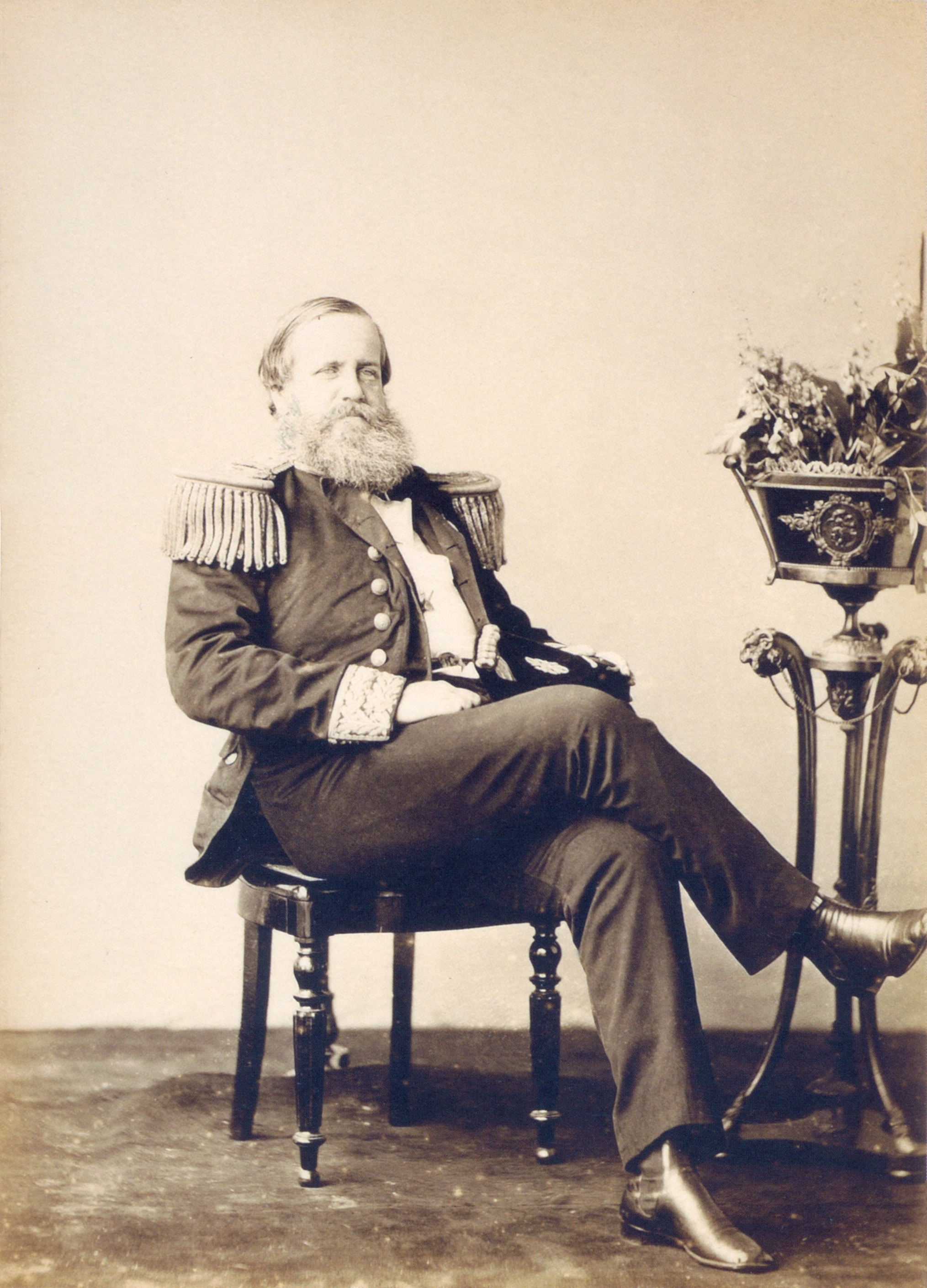
Pedro II con uniforme de almirante a los 44 años, los años de guerra le envejecieron de forma prematura.

El emperador fue al asalto de Uruguayana con un fusil para demostrar su valor pero los paraguayos no lo atacaron. Para evitar nuevos derramamientos de sangre, el emperador propuso al comandante paraguayo que se rindiera con condiciones honorables, cosa que aceptó. La coordinación de las operaciones militares por parte del emperador y su ejemplo personal representaron un papel decisivo para permitir rechazar la invasión paraguaya. Se creía entonces que la guerra iba a acabar y que la rendición de López era inminente. Antes de abandonar Uruguayana, el emperador recibió al embajador británico Edward Thornton, que le presentó públicamente disculpas en nombre de la reina Victoria por la crisis entre los dos imperios. Pedro II estimó que esta victoria diplomática sobre el país más poderoso del mundo era suficiente y restauró las relaciones amistosas entre las dos naciones. Volvió a Río de Janeiro y fue recibido como un héroe.

### Final de las hostilidades
Inesperadamente, la guerra continuó cerca de cinco años más. Durante este periodo, el emperador se dedicó en cuerpo y alma a continuar el esfuerzo de la guerra. Trabajó sin descanso en mantener y equipar las tropas para reforzar las líneas de frente y avanzar en la construcción de nuevos barcos de guerra. Al mismo tiempo, se esforzó en evitar disputas entre los partidos políticos para no perjudicar el esfuerzo militar. Su negativa a aceptar un resultado a corto plazo para conseguir una victoria total sobre el enemigo fue crucial para el resultado final. Su tenacidad acabó con la muerte de López en combate el 1 de marzo de 1870 y el final de la guerra.
Más de 50 000 soldados brasileños murieron en combate y el coste de la guerra representó once veces el presupuesto anual del gobierno. Sin embargo, el país era tan próspero que el gobierno pudo reembolsar la deuda de la guerra en diez años solamente. El conflicto estimuló la producción nacional y el crecimiento económico. Pedro II rechazó la propuesta de la Asamblea de erigir una estatua ecuestre con su efigie para conmemorar la victoria y prefirió utilizar el dinero para construir escuelas primarias.

## Apogeo

### Un abolicionista en el trono imperial

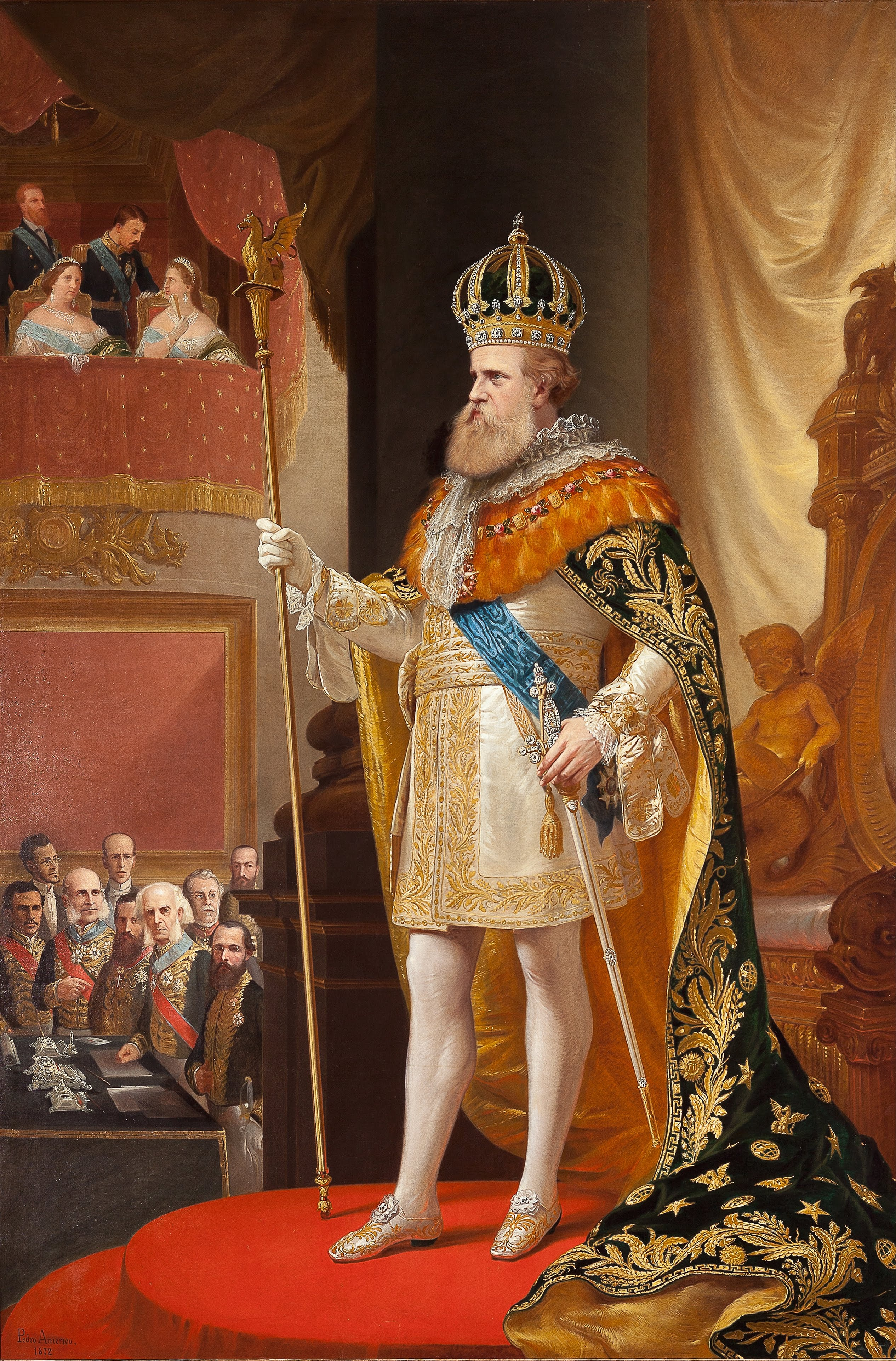
Pedro II, con 46 años, pronunciando el discurso del trono en 1872.

La victoria diplomática sobre el Imperio británico y la victoria militar sobre Uruguay en 1865, junto con el final feliz de la guerra con Paraguay en 1870, marcaron el inicio de lo que se denominó «edad de oro» y apogeo del Imperio brasileño. Los años 1870 fueron años felices en Brasil y la popularidad del emperador estuvo en su apogeo. El país realizó progresos en los ámbitos sociales y políticos y todas las capas de la sociedad se beneficiaron de reformas y del reparto de la creciente prosperidad. La reputación internacional de Brasil, tanto por su estabilidad política como por su potencial de inversión, aumentó considerablemente y el imperio fue considerado como una nación moderna. La economía conoció un rápido crecimiento y la inmigración estaba en expansión. Se empezaron a construir nuevas líneas férreas, nuevos medios de transporte y se extendieron otros inventos como el teléfono y el correo postal. «Con la esclavitud destinada a desaparecer y otras reformas en proyecto, las perspectivas de "progreso moral y material" parecían inmensas».
En 1870, pocos brasileños se oponían a la esclavitud y eran aún menos los que se atrevían a decirlo abiertamente. Pedro II era uno de esos pocos y consideraba la esclavitud como una «vergüenza nacional». Además, el emperador no tenía esclavos. En 1823, los esclavos eran el 29 % de la población brasileña, pero este porcentaje era del 15,2 % en 1872. Sin embargo, la abolición de la esclavitud era un tema delicado en Brasil. Casi todo el mundo, del más rico al más pobre, tenía sus esclavos. Sin embargo, el emperador quería poner fin a la esclavitud de forma progresiva para atenuar el impacto de la abolición en la economía nacional. Fingió ignorar los daños crecientes que causaría a su imagen y a la de la monarquía su apoyo a la abolición.
El emperador no tenía el poder constitucional para intervenir directamente y poner fin a esta práctica. Tuvo que utilizar todo su poder para convencer, influenciar y obtener el apoyo de los políticos para alcanzar su objetivo. Su primer gesto público contra la esclavitud ocurrió en 1850, cuando amenazó con abdicar si el Parlamento no declaraba la trata atlántica ilegal.
Una vez que se prohibió la llegada de nuevos esclavos extranjeros, Pedro II abordó, a principios de los años 1860, el asunto de la esclavitud de niños nacidos de padre esclavos. La ley se redactó a iniciativa del emperador, pero el conflicto con Paraguay retrasó la discusión en la Asamblea. Pedro II pidió públicamente la erradicación progresiva de la esclavitud en su discurso del trono en 1867 pero fue criticado fuertemente y su decisión fue considerada como un «suicidio nacional». Se le reprochó y se le hizo saber que «la abolición era su deseo personal y no de la nación». Finalmente se aprobó el proyecto de ley y la ley de vientres libres fue promulgada el 28 de septiembre de 1871. Gracias a ella, todos los niños nacidos de esclavas tras esta fecha nacían libres.

### Viaje a Europa y África del Norte

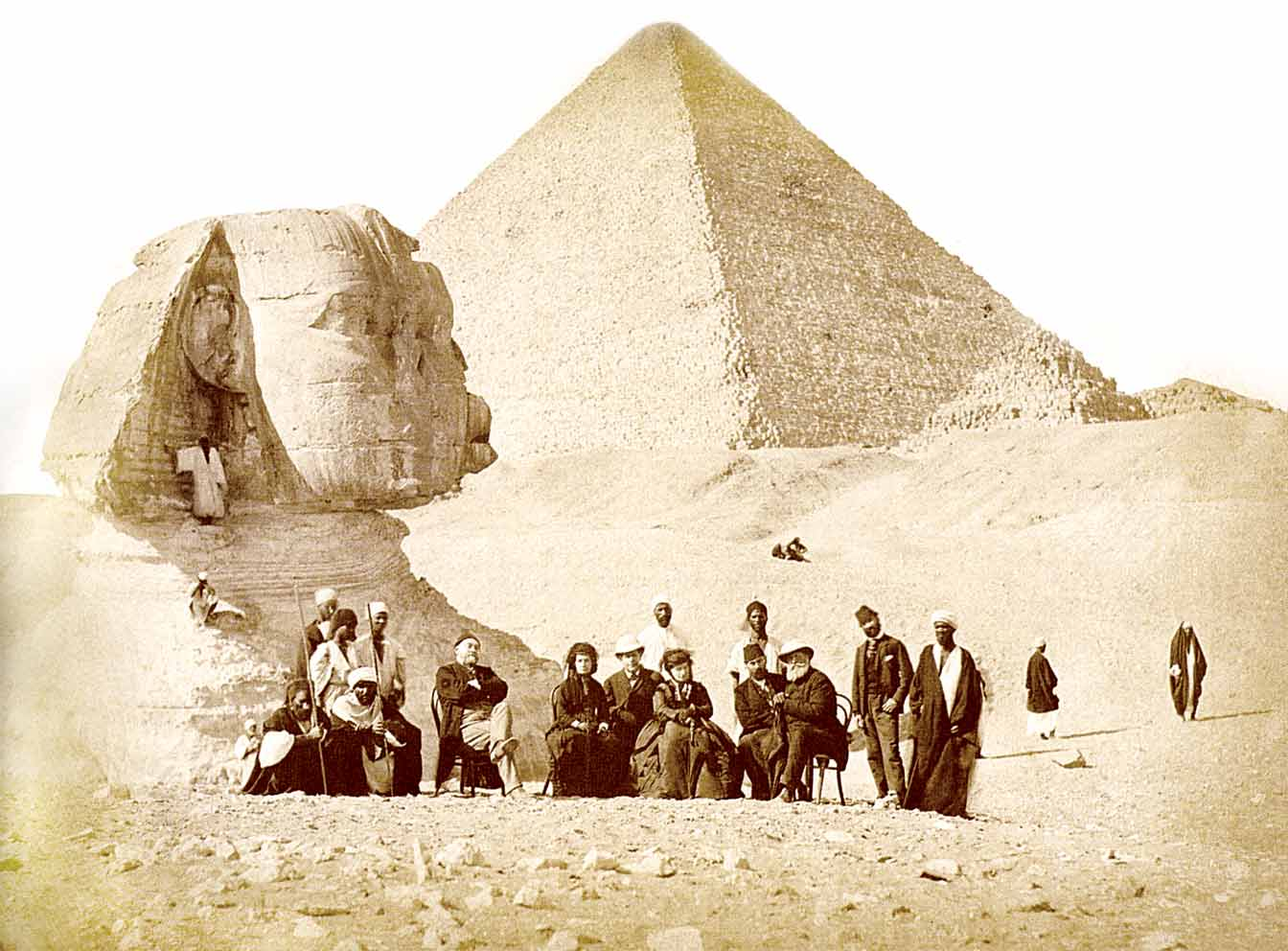
Auguste Mariette (sentado, a la izquierda) y Pedro II (sentado, a la derecha) visitando la necrópolis de Giza a finales de 1871.

El 25 de mayo de 1871, Pedro II y su esposa salieron de viaje hacia Europa. Hacía mucho que el emperador quería viajar al extranjero. Cuando él se enteró de que su hija pequeña Leopoldina había muerto a los 23 años en Viena debido a la fiebre tifoidea el 7 de febrero de 1871, tuvo una razón de peso para aventurarse a viajar fuera del imperio. Cuando llegó a Lisboa, se dirigió inmediatamente al palacio de Alvor-Pombal donde se reunió con su madrastra Amelia de Beauharnais. No se habían visto desde hacía 40 años y el reencuentro estuvo cargado de emoción. Pedro II escribió en su diario:

He llorado de felicidad y también de tristeza viendo a mi madre tan tierna, pero a su vez, tan vieja y tan enferma.

El emperador visitó España, Reino Unido, Bélgica, el Imperio alemán, el Imperio austrohúngaro, Italia, Egipto, Grecia, Suiza y Francia. En Coburgo visitó la tumba de su hija. Este viaje fue para él «un momento de liberación y de libertad». Viajó con el nombre de «Don Pedro de Alcántara», e insistió en ser tratado de forma informal y se conformaba con alojarse en hoteles. Se pasaba días enteros reunido con científicos y otros intelectuales con los que debatía. Su estancia europea fue un éxito; su actitud y su curiosidad le trajeron el respeto de los países que visitaba. El prestigio de Brasil y del emperador salieron reforzados durante su gira y cuando volvió a Brasil se ratificó la ley de vientres libres. La pareja imperial regresó triunfalmente a Brasil el 31 de marzo de 1872.

### El problema con los obispos

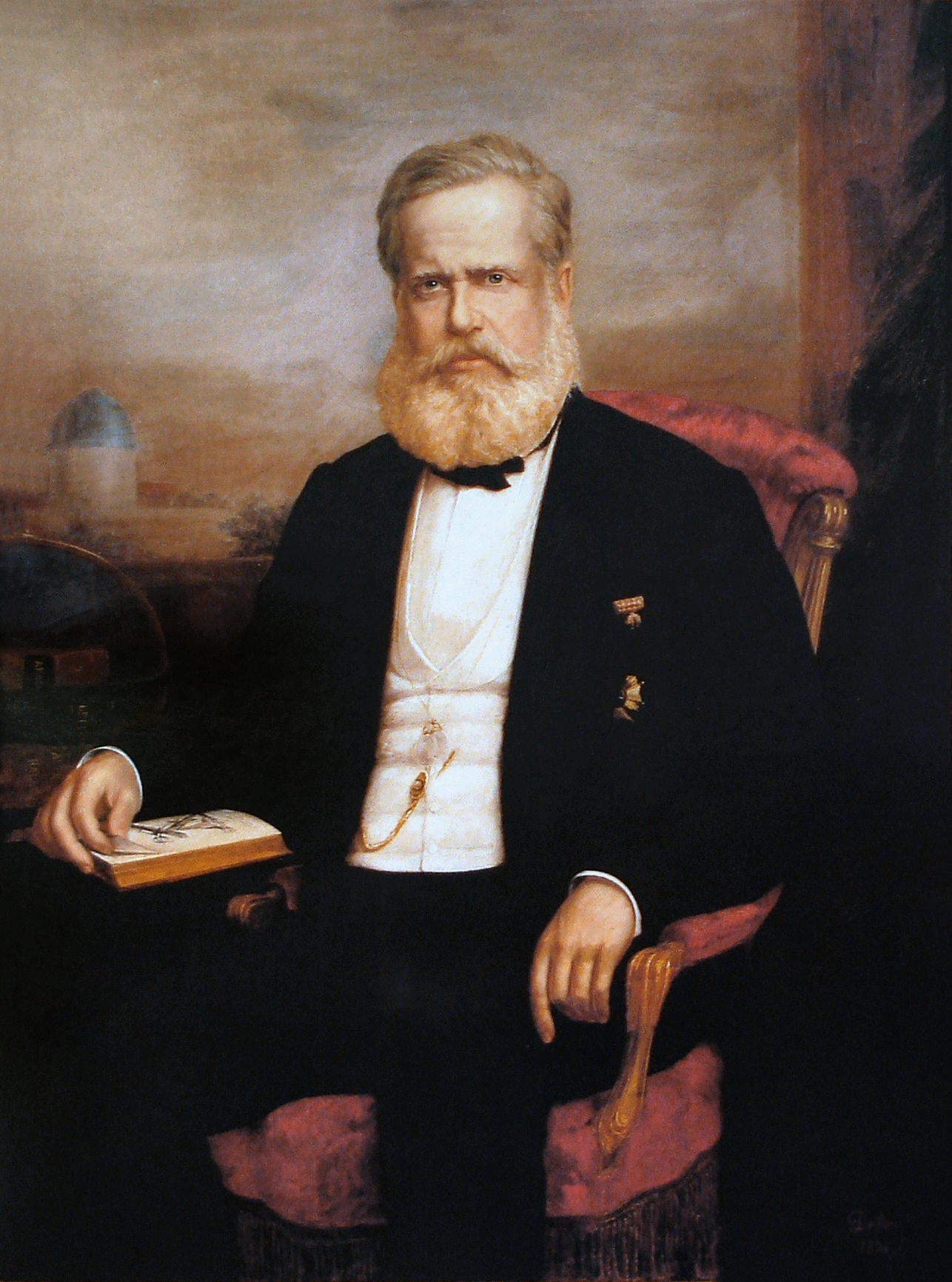
Pedro II con 49 años, en 1875.

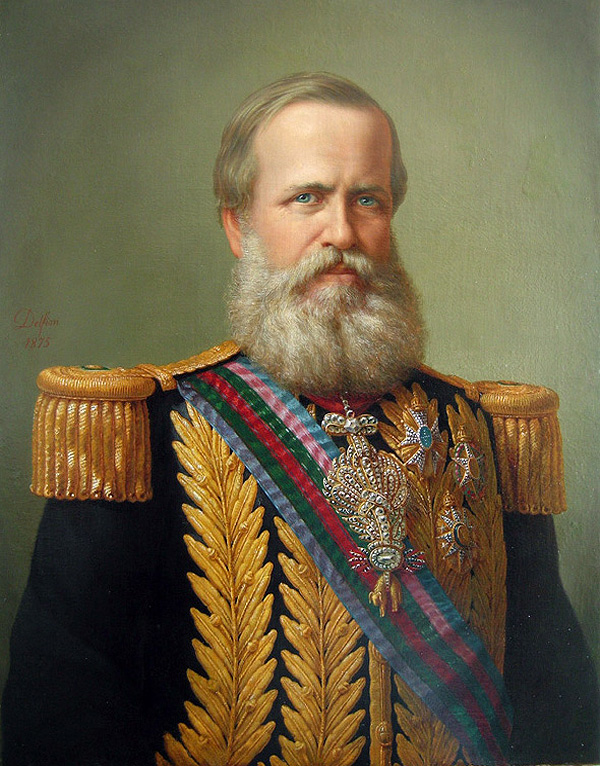
Pedro II con 50 años, en 1875.

Poco después de su vuelta a Brasil, Pedro II tuvo que enfrentarse a una crisis inesperada. El clero contaba desde hacía tiempo con escasez de personal y el poco del que disponía, tenía problemas de disciplina y estaba poco instruido, lo que condujo a una pérdida del respeto hacia la Iglesia católica. El gobierno imperial llevó a cabo un programa de reformas para poner remedio a esos problemas. Como el catolicismo era religión de Estado, el emperador ejercía un control sobre esos asuntos como el pago de los sueldos de los miembros del clero, el nombramiento de los sacerdotes y de los obispos, la ratificación de las bulas papales y la supervisión de los seminarios. Para que la reforma tuviera éxito, el gobierno nombró a obispos que satisfacían sus criterios de educación, que apoyaban sus reformas y la vuelta a los valores morales. Sin embargo, como los hombres más aptos comenzaban a escalar los puestos más altos de la jerarquía, empezó a sentirse un resentimiento contra el control gubernamental.
Los obispos de Olinda y Pará eran dos obispos de la nueva generación, de ese clero instruido, de celosos religiosos brasileños. Estaban influidos por el ultramontanismo, que se propagaba dentro del catolicismo de la época. En 1872, ordenaron que los francmasones fueran expulsados de las cofradías de hermanos legos. Aunque la francmasonería europea tenía tendencia a preconizar el ateísmo y el anticlericalismo, las cosas eran bastantes diferente en Brasil donde las órdenes masones eran legión, aunque el emperador no formaba parte de ninguna de ellas. El gobierno intentaba persuadir a los obispos para anular su decisión, pero se negaron y fueron llevados ante la Corte Superior de Justicia. En 1874, fueron condenados a cuatro años de trabajos forzados, que el emperador transformó en una pena de prisión. Pedro II desempeñó un papel decisivo ya que apoyó sin dudar las decisiones del gobierno.
Pedro II era un partidario ferviente del catolicismo, ya que consideraba que aseguraba los valores importantes de la civilización y del civismo aunque era bastante ortodoxo en cuanto a la doctrina y se consideraba libre para pensar y para actuar. El emperador aceptó las nuevas ideas, como la teoría de Charles Darwin sobre la evolución y destacó que «las leyes que él [Darwin] ha descubierto glorifican al Creador». Era moderado en sus creencias religiosas, pero no podía aceptar la falta de respeto a la ley civil y a la autoridad de gobierno. Como le dijo a su yerno: «[El gobierno] debe velar porque los procesos de la constitución sean respetados, no hay voluntad de proteger la masonería... pero el objetivo es defender los derechos del poder civil». La crisis se resolvió en septiembre de 1875 cuando el emperador decidió acordar una amnistía completa a los obispos y anular sus órdenes de expulsión. La principal consecuencia de la crisis fue que el clero no vio ninguna ventaja en apoyar a Pedro II. Dejaron de apoyar al emperador y esperaron a la llegada de su hija mayor y heredera, Isabel, por sus ideas ultramontanas declaradas.

### Viaje a Estados Unidos, a Europa y a Oriente Medio

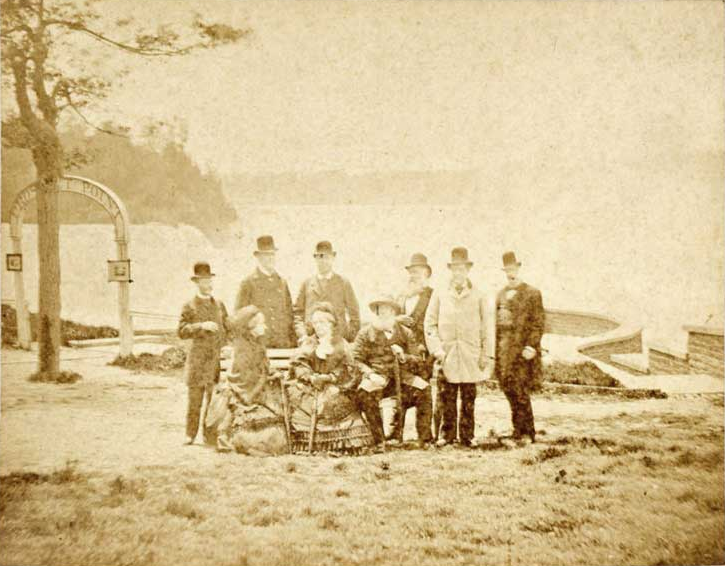
Pedro II (sentado, a la derecha) en las cataratas del Niágara, en 1876.

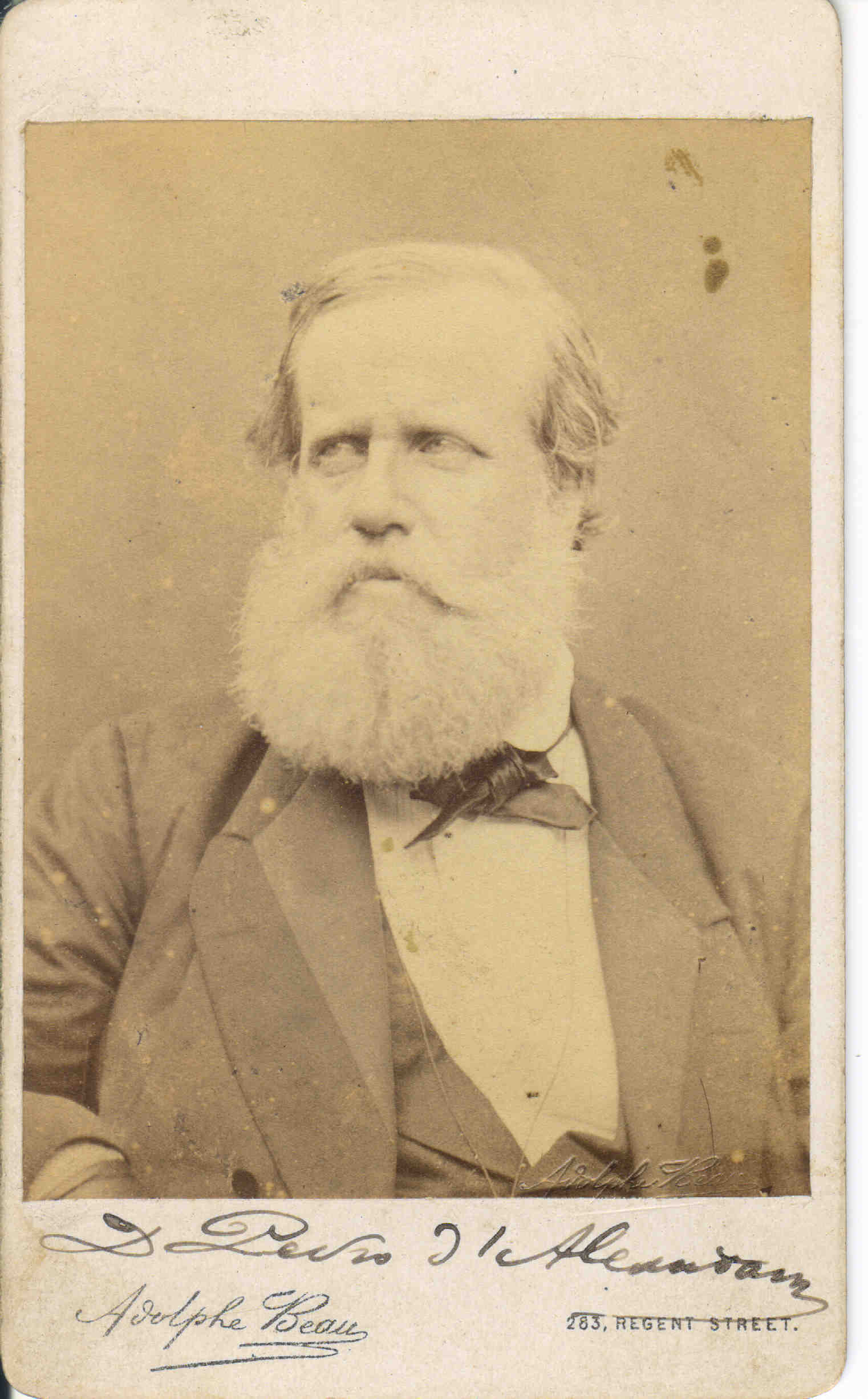
Foto autografiada de Pedro II.

El emperador salió nuevamente de viaje al extranjero, esta vez a los Estados Unidos. Estuvo acompañado por Rafael, su fiel sirviente, que lo había criado desde la infancia. Pedro II llegó a Nueva York el 15 de abril de 1876 para, a partir de ahí visitar el país. Visitó San Francisco, Nueva Orleans, Washington y Toronto en Canadá. El viaje fue un «gran triunfo», Pedro II causó una gran impresión en el pueblo estadounidense por su sencillez y su bondad. También atravesó el Atlántico y visitó Dinamarca, Suecia, Finlandia, Rusia, el Imperio otomano, Grecia, Tierra Santa, Egipto, Italia, el Imperio austrohúngaro, el Imperio alemán, Francia, Gran Bretaña, Países Bajos, Suiza y Portugal. Volvió a Brasil el 22 de septiembre de 1877.

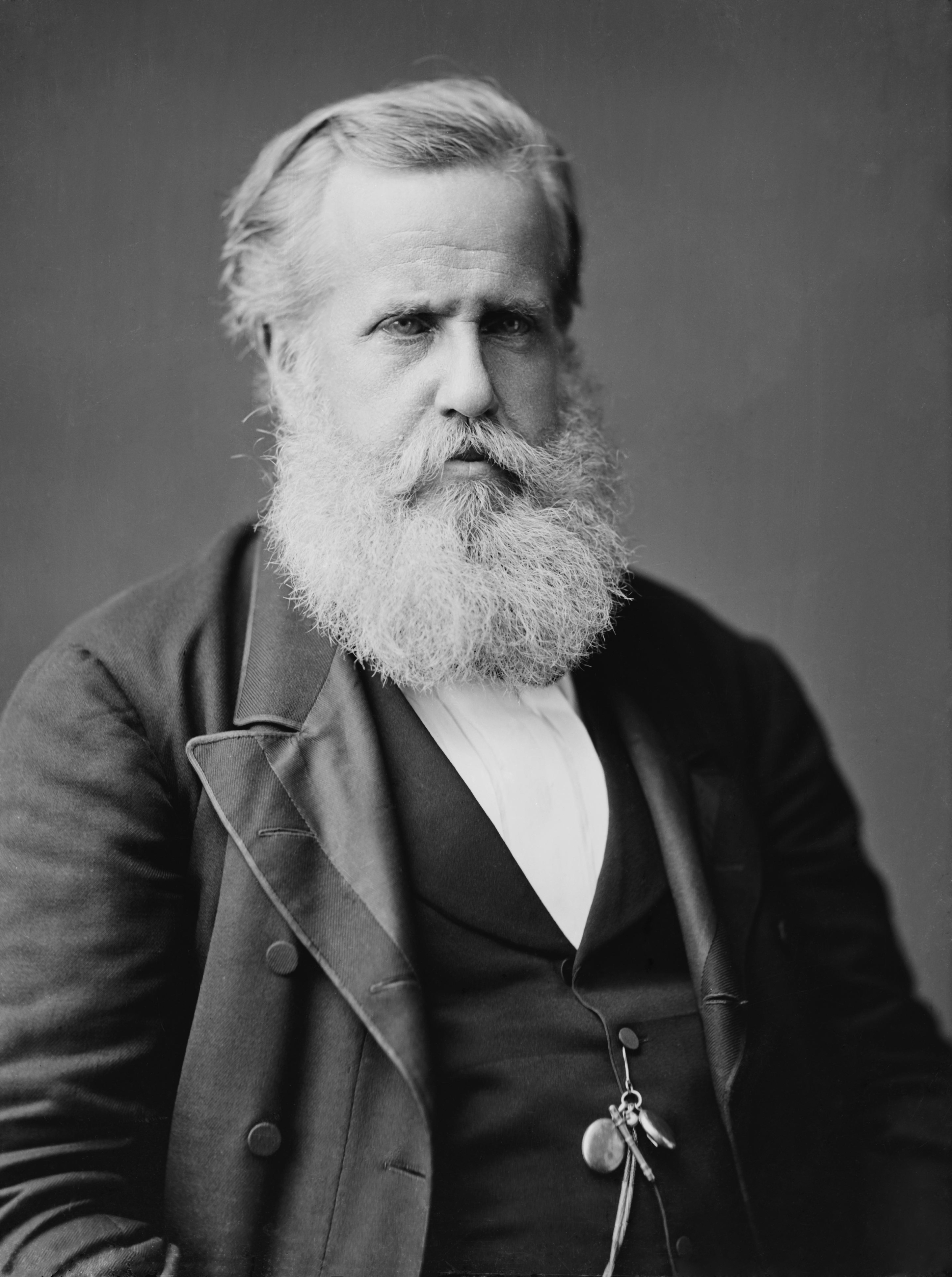
Pedro II en 1876.

Sus viajes al extranjero tuvieron un profundo impacto en el emperador. Se liberó de las restricciones impuestas por su función. Bajo el pseudónimo de «Pedro de Alcântara», pudo desplazarse como una persona normal y llegó incluso a viajar en tren solo con su esposa. Era únicamente en estas giras en el extranjero cuando el emperador podía abandonar la existencia formal y las exigencia de la vida que tenía en Brasil. Sin embargo, le era más difícil volver a su papel de jefe de Estado cuando volvía a Brasil. En cuanto murieron sus hijos, su fe en el futuro de la monarquía se desvaneció. Sus viajes al extranjero le creaban un profundo resentimiento hacia el cargo de tanto peso que le fue adjudicado siendo solo un niño de cinco años. Como había entendido que no tenía ningún interés en conservar el trono para la próxima generación, no había necesidad de mantenerlo durante el resto de la vida que le quedaba.

### Guerra del Pacífico
La guerra del Pacífico entre Chile, Perú y Bolivia despertó desde el primer momento un vivo interés entre la opinión pública de Brasil, y el emperador y su corte se manifestaron a favor de las reclamaciones de Santiago. Siguiendo las instrucciones del propio emperador, el ministro brasileño Juan do Ponte Ribeyro dio a conocer al gobierno el contenido del tratado secreto firmado por Perú y Bolivia en 1873, que fue la base para declararle la guerra a ambos países. Pese a ello, evitó involucrarse en el conflicto.

## Ocaso y caída

### Decadencia

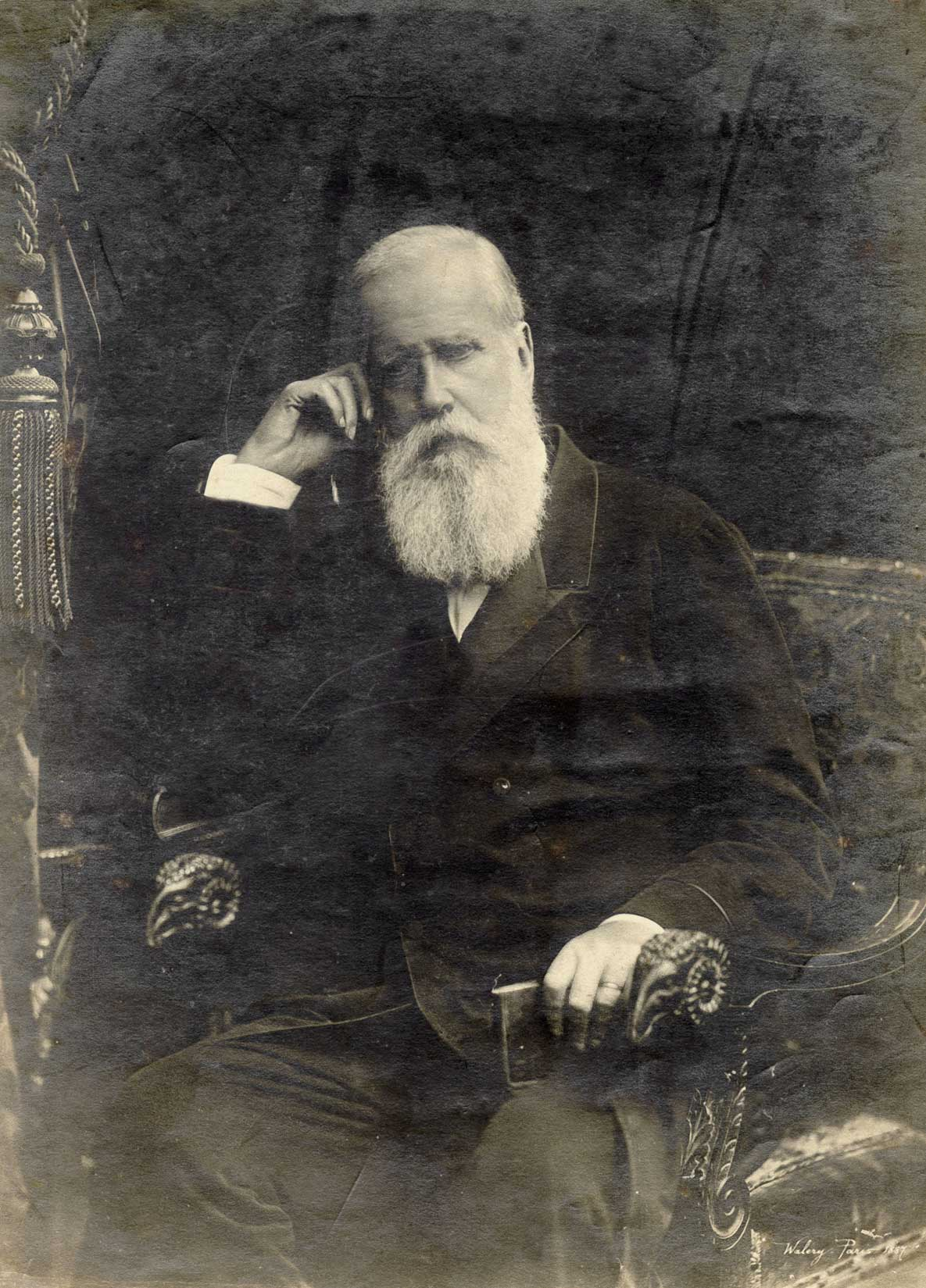
Pedro II con 61 años, en 1887: un emperador resignado a abdicar.

Durante los años 1880, Brasil siguió prosperando y la composición social de su población se diversificó enormemente mientras que la lucha por los derechos de la mujer empezaba a surgir. Las cartas escritas por Pedro II nos muestran a un hombre cultivado cada vez más harto del mundo y más pesimista sobre su futuro. El emperador siguió siendo respetuoso con sus funciones y meticuloso en la ejecución de las tareas que tenía asignado aunque las hiciera sin entusiasmo. Debido a su creciente indiferencia con respeto a la suerte del régimen y a su falta de reacción cara a la oposición al régimen imperial, algunos historiadores le atribuyen la «principal, o quizá la única, responsabilidad» de la caída de la monarquía.
Conocedores de los peligros y los obstáculos del gobierno, los políticos de los años 1830 consideraban al emperador como la fuente principal de la autoridad indispensable tanto para el gobierno como para la supervivencia nacional. Sin embargo, esta generación de políticos fueron desapareciendo o se retiraron progresivamente del gobierno hasta que, en los años 1880, fue prácticamente reemplazada por un nuevo grupo de políticos que no habían vivido la regencia ni los primeros años del reinado de Pedro II, cuando los peligros externos e internos amenazaban la existencia misma de la nación. Ellos solo habían conocido una administración estable y la prosperidad. Contrariamente a aquellos del periodo precedente, los nuevos políticos no veían ninguna razón para defender el papel imperial como una fuerza unificadora beneficiosa para la nación. El papel de Pedro II en la realización de la unidad nacional, de la estabilidad y del buen gobierno había caído totalmente en el olvido por parte de las élites dirigentes. Por su humildad, el emperador daba la impresión de que su papel era inútil.
La ausencia de heredero varón que permitiera implementar una nueva dirección de la nación disminuyó igualmente las perspectivas a largo plazo de la monarquía brasileña. El emperador quería mucho a su hija Isabel pero estimaba que una mujer en el poder era imposible en Brasil. Consideraba que la muerte de sus dos hijos varones era una señal de que el imperio estaba destinado a la desaparición. La resistencia a aceptar a una mujer a la cabeza del Estado estaba igualmente compartida por el establishment político. Aunque la constitución permitía que una mujer accediera al trono, Brasil era un país muy tradicional y solo hubiera aceptado un sucesor varón como jefe de Estado.
El republicanismo era una idea que nunca había prosperado en la élite brasileña. y encontraba poco apoyo en las provincias. Sin embargo, la combinación de las ideas republicanas con la difusión del positivismo en el interior del ejército y de los oficiales de base o de los rangos medios constituían un grave peligro para la monarquía y condujo a la indisciplina en el interior de los cuerpos militares. Algunos soldados soñaban con una república dictatorial que fuera superior a la monarquía liberal y democrática.

### Abolición de la esclavitud y golpe de Estado republicano

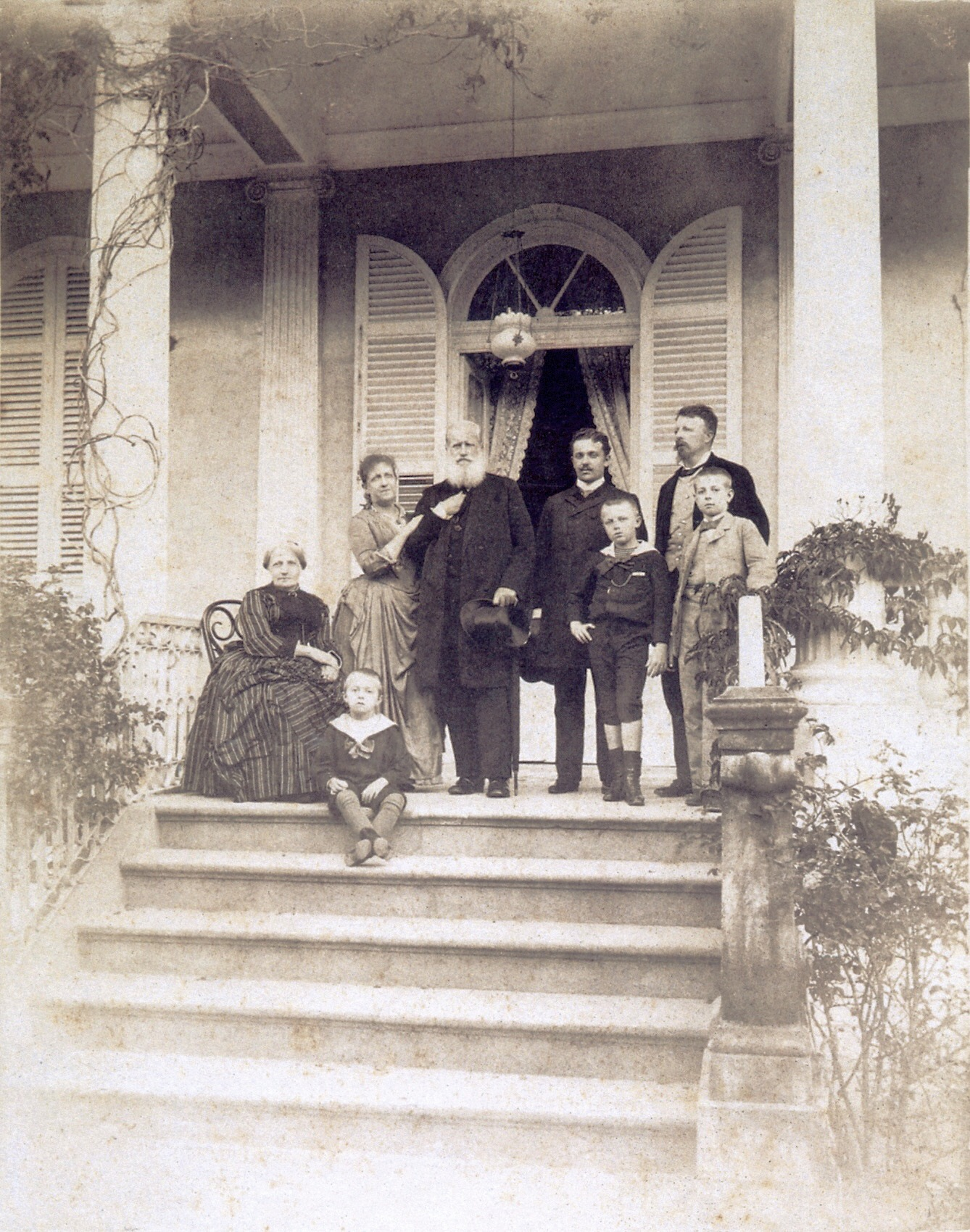
La última fotografía de la familia imperial en Brasil en 1889.

A finales de los años 1880, la salud del emperador se agravó considerablemente y sus médicos le aconsejaban que fuera a curarse a Europa. Pedro II abandonó Brasil el 30 de junio de 1887 mientras que Isabel quedaba al mando del timón. Durante su estancia en Milán, el emperador estuvo dos semanas entre la vida y la muerte y recibió la extremaunción. Mientras que él estaba convaleciente, en la cama del hospital, se le informó de que el 22 de mayo de 1888 la esclavitud había sido abolida en Brasil. Con la voz débil y lágrimas en los ojos, dijo: «¡Qué gran pueblo! ¡Qué gran pueblo!». Volvió a Brasil y desembarcó en Río de Janeiro el 22 de agosto de 1888.

Todo el país lo acogió con un entusiasmo nunca visto antes. De la capital, de las provincias, de todas partes, llegaron pruebas de afecto y de veneración.

Las señales de devoción expresadas por los brasileños por la vuelta del emperador y la emperatriz demostraron hasta qué punto la monarquía parecía beneficiarse de un apoyo inquebrantable y estaba en la cumbre de su popularidad.
El país se benefició de un importante prestigio internacional durante los últimos años del imperio. y se estaba convirtiendo en una potencia emergente en la escena internacional. Las predicciones de un caos económico y de una explosión del desempleo provocados por la abolición de la esclavitud no se materializaron y la cosecha de café de 1888 fue un gran éxito. Sin embargo, el fin de la esclavitud supuso que los ricos empezaran a apoyar el republicanismo, sobre todo los poderosos productores de café que tenían un gran poder político, económico y social en el país. Estos consideraban la emancipación como la confiscación de una parte de sus bienes personales. Para intentar amortiguar la reacción republicana, el gobierno utilizó las reservas disponibles para poner a disposición de los grandes cafeteros créditos a tipos de interés reducidos y negoció la cesión de títulos y honores para recuperar los favores de personalidades políticos influyentes que estaban descontentos. El gobierno comenzó también a considerar indirectamente el problema del ejército para revitalizar a una Guardia Nacional moribunda.
Las medidas tomadas por el gobierno inquietaron a los republicanos y a los militares positivistas pero, sin embargo, se dieron cuenta de que estas disposiciones minaban el poder real y favorecían a sus propios fines y los republicanos presionaron al gobierno para que tomara decisiones análogas. La reorganización de la Guardia Nacional fue lanzado por el gobierno en agosto de 1889 y la creación de una fuerza rival impulsó a los oficiales disidentes a tomar medidas desesperadas. Para los republicanos y los oficiales era «ahora o nunca». Aunque la mayoría de la población no tenía ningún deseo de cambiar de forma de gobierno, los republicanos empezaron a hacer presión para que los militares positivistas acabaran con la monarquía.
Finalmente, los militares, dieron un golpe de Estado e instauraron la república el 15 de noviembre de 1889. En un primer momento, algunas personas que vieron lo que estaban pasando no concibieron que se trataba de una rebelión. La historiadora Lidia Besouchet afirma que: «jamás una revolución fue tan reducida». En todo momento, Pedro II no mostró ninguna emoción y se preocupó muy poco por el devenir de los acontecimientos. Rechazó todas las propuestas que le hicieron los políticos y los jefes militares para reprimir la rebelión. Cuando el emperador se enteró de que había sido depuesto, simplemente dijo estas palabras: «Si es así, me iré; he trabajado bastante y estoy cansado y me voy a descansar».

## Exilio y legado

### Últimos años

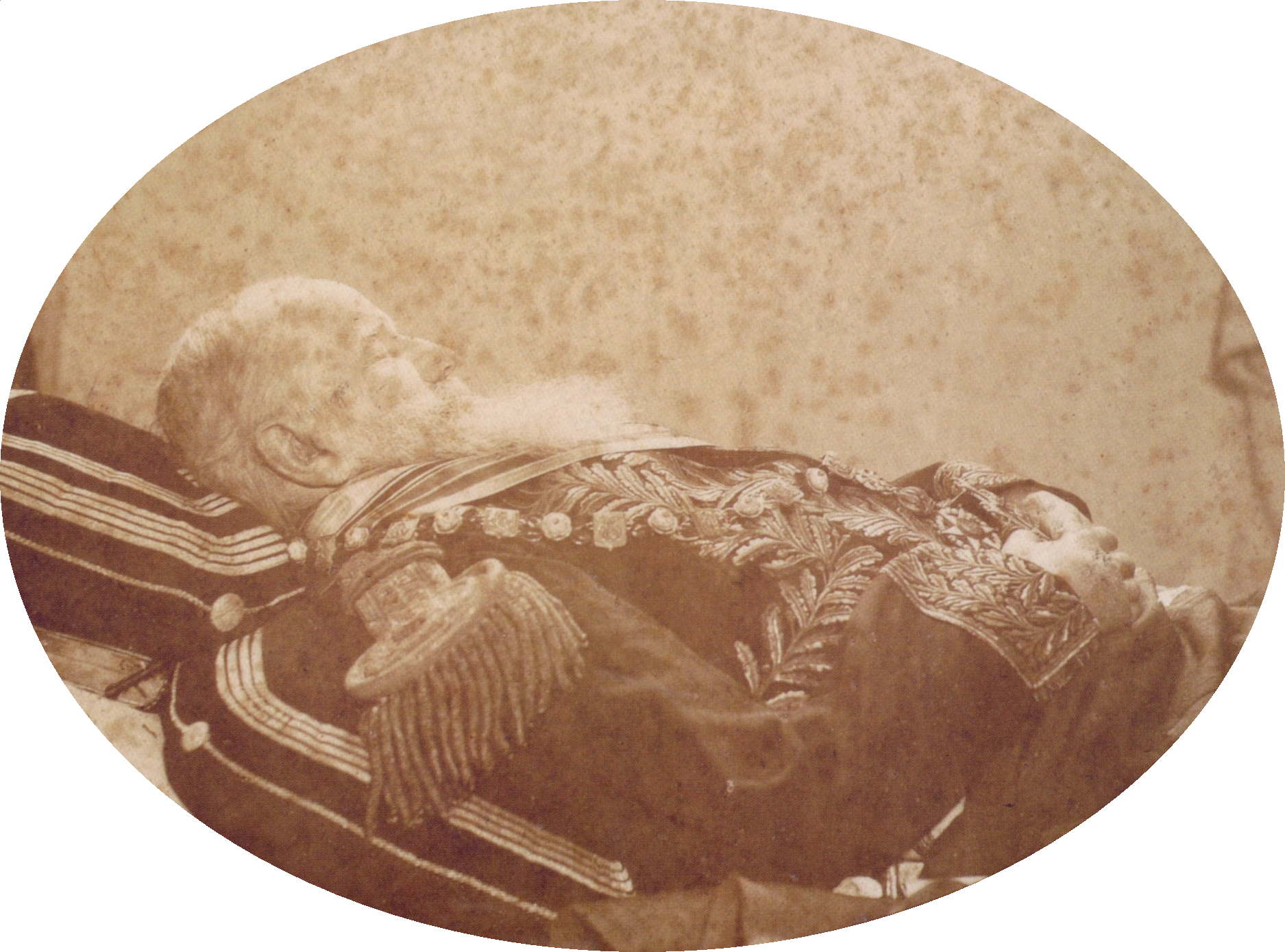
Pedro II en su lecho de muerte el 6 de diciembre de 1891: el libro de debajo de la almohada bajo su cabeza simboliza que incluso después de su muerte su mente descansa sobre el conocimiento.

Hubo una resistencia monárquica significante tras la caída del Imperio, que siempre fue reprimida. También se produjeron disturbios contra el golpe así como batallas entre las tropas monárquicas del ejército contra milicias republicanas. El «nuevo régimen suprimió con rápida brutalidad y con total desdén hacia todas las libertades civiles cualquier tentativa de crear un partido monárquico o de publicar periódicos monárquicos». La emperatriz Teresa Cristina falleció pocos días después de llegar a Europa e Isabel y su familia se mudaron hacia otro lugar mientras su padre se estableció en París. Sus dos últimos años de vida fueron solitarios y melancólicos y vivió en hoteles modestos sin casi recursos y escribiendo en su diario sus sueños en los que le estaba permitido volver a Brasil.
Un día dio un largo paseo por el río Sena en carruaje abierto a pesar de la temperatura extremadamente baja. Al volver al hotel Bedford por la noche, se sintió resfriado. La enfermedad evolucionó en los días siguientes hasta que se transformó en una neumonía. El estado de salud de Pedro II empeoró rápidamente hasta su muerte a las 00:35 de la mañana el 5 de diciembre de 1891. Sus últimas palabras fueron:«Que Dios me conceda estos últimos deseos de paz y prosperidad para Brasil». Mientras preparaban su cuerpo, un paquete cerrado con un sello fue encontrado en la habitación con un mensaje escrito por el propio emperador: «Es la tierra de mis padres; deseo que sea puesta en mi ataúd si muero fuera de mi patria». El paquete, que contenía tierras de todas las provincias brasileñas, se colocó dentro del féretro.
La princesa Isabel deseaba celebrar una ceremonia discreta e íntima, pero acabó aceptando la petición del gobierno francés de realizar un funeral de jefe de Estado. Al día siguiente, miles de personalidades comparecieron en la ceremonia realizada en la iglesia de la Madeleine. Además de la familia de Pedro II acudieron Francisco II de las Dos Sicilias, exrey del extinto Reino de las Dos Sicilias, Isabel II de España, exreina de España, Felipe de Orleans, conde de Orleans, así como otros miembros de la realeza europea. También estuvieron presentes el general Joseph Brugère, representando al presidente Marie François Sadi Carnot, los presidentes del Senado y el Parlamento así como senadores, diputados, diplomáticos y otros representantes del gobierno francés así como casi todos los miembros de la Academia Francesa, del Instituto de Francia y de la Academia de Ciencias Morales. Representantes de otros gobiernos, tanto del continente americano como europeo hicieron acto de presencia incluso vinieron de países lejanos como el Imperio otomano, China, Japón, Persia. El ataúd fue transportado en cortejo fúnebre hasta la estación de tren, desde donde partiría hacia Portugal. A pesar de la lluvia incesante y de la temperatura extremadamente baja, cerca de 300 000 personas asistieron al acto. El viaje prosiguió hasta la iglesia de San Vicente de Fora en Lisboa y el cuerpo de Pedro II fue depositado en el panteón de los Braganza el 12 de diciembre.
Los miembros del gobierno republicano brasileño, «temerosos de la gran repercusión que podía tener la muerte del emperador», se negaron a realizar ninguna manifestación oficial. De todas formas, el pueblo brasileño no se mostró indiferente ante el fallecimiento de Pedro II pues la «repercusión en Brasil fue también inmensa, a pesar de los esfuerzos del gobierno por minimizarla. Hubo manifestaciones de dolor en todo el país: comercios cerrados, banderas a media asta, campanas tocando a difunto, cintas negras en la ropa, oficios religiosos». Se realizaron «misas solemnes por todo el país, seguidas de panegíricos donde se enaltecía a Pedro II y el régimen monárquico».

### Legado

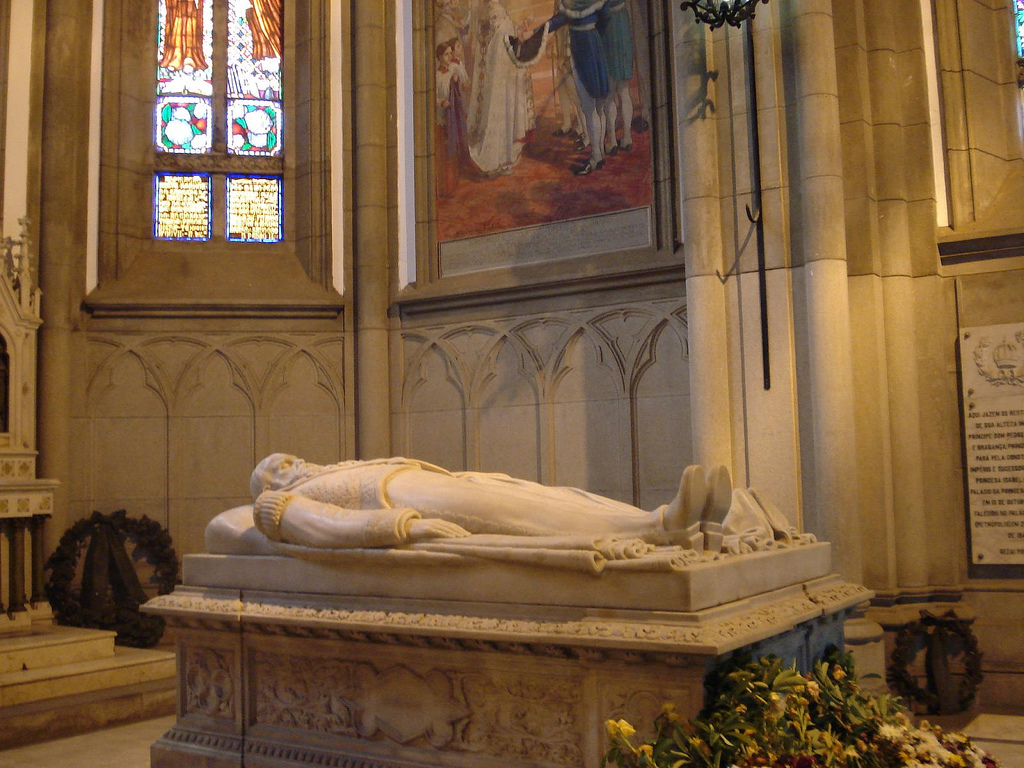
Tumba de Pedro II y de Teresa Cristina en la catedral de Petrópolis, Brasil.

Los brasileños siguieron apegados a la figura del emperador popular a quien consideraban un héroe y siguieron viéndolo como el padre del pueblo personificado. Esta visión era aún más fuerte entre los brasileños negros o de ascendencia negra que creían que la monarquía representaba la emancipación. El fenómeno de apoyo continuo al monarca depuesto se debe sobre todo a una idea generalizada de que fue «un gobernante sabio, benevolente, austero y honesto». Esta visión positiva de Pedro II y la nostalgia de su reinado creció también debido a que el país empezó a sufrir crisis políticas y económicas que los brasileños atribuían a la caída del emperador. El emperador nunca dejó de ser considerado un héroe popular, pero gradualmente volvería a ser un héroe oficial.
Sorprendentemente, se manifestaron fuertes sentimientos de culpa entre los republicanos, que se hicieron cada vez más evidentes con la muerte del emperador en el exilio. Ellos elogiaban a Pedro II, que era visto como un modelo de los ideales republicanos, así como la era imperial, que consideraban que debía ser un ejemplo a seguir por la joven república. En Brasil, las noticias de la muerte del emperador «causaron un sentimiento genuino de remordimientos entre aquellos que, a pesar de que no sentían simpatías por la restauración, reconocían tantos los méritos como las obras realizadas por su gobernante fallecido».
Sus restos mortales, así como los de su esposa, fueron finalmente llevados a Brasil el 1921, a tiempo para el centenario de la independencia brasileña en 1922, ya que el gobierno quería dar a Pedro II honores de jefe de Estado. Se declaró festivo nacional y el retorno del emperador como héroe nacional se celebró por todo el país. Millares de personas participaron en la ceremonia principal en Río de Janeiro. El historiador Pedro Calmon describió la escena: «Los viejos lloraban. Muchos se arrodillaban. Todos aplaudían. No había diferencias entre republicanos y monárquicos. Todos eran brasileños». Este homenaje marcó la reconciliación del Brasil republicano con su pasado monárquico.
Los historiadores tienen a Pedro II y su reinado en gran estima. La literatura historiográfica que trata de él es vasta y, con excepción del periodo inmediatamente posterior a su caída, enormemente positiva y hasta laudatoria. El emperador brasileño Pedro II es comúnmente considerado por los historiadores como «el mayor hombre de Brasil». El historiador Richard Graham comentó que «la mayor parte de los historiadores del siglo XX han mirado el periodo [del reinado de Pedro II] con nostalgia pero, a su vez, para criticar de forma sutil, o no tanto, los regímenes dictatoriales subsecuentes en Brasil».

## Descendencia
De su matrimonio con la princesa Teresa Cristina de las Dos Sicilias tuvo cuatro hijos:
- Alfonso, príncipe imperial de Brasil (23 de febrero de 1845–11 de junio de 1847).

- Princesa Isabel de Brasil (29 de julio de 1846–14 de noviembre de 1921), princesa imperial de Brasil y condesa de Eu por su matrimonio con el príncipe Gastón de Francia.

- Princesa Leopoldina de Brasil (13 de julio de 1847-7 de febrero de 1871), se casó con el príncipe Luis Augusto de Sajonia-Coburgo-Gotha.

- Pedro (19 de julio de 1848–9 de enero de 1850). Príncipe imperial de Brasil desde su nacimiento hasta su muerte.

## En la cultura popular
Pedro II aparece en el juego de estrategia Civilization como líder de Brasil en las entregas Civilization V: Brave New World y Civilization VI.

## Títulos y tratamientos
| ● 2 de diciembre de 1825-7 de abril de 1831:      | Su alteza imperial el príncipe imperial                      |
| ● 7 de abril de 1831-15 de noviembre de 1889:     | Su majestad imperial el emperador                            |
| ● 15 de noviembre de 1889-5 de diciembre de 1891: | Su majestad imperial el emperador don Pedro II de Brasil (1) |

1. Estilo oficial completo: Su majestad imperial don Pedro II, por la gracia de dios y la aclamación unánime de los pueblos, emperador constitucional y defensor perpetuo de Brasil

## Ancestros
| \| \| \| \| \| \| \| \| \| \| \| \| \| \| \| \| \| \| \| \| 16. Juan V, rey de Portugal \| \| \| \| \| \| \| \| \| \| \| \| \| \| \| \| \| \| \| \| \| \| \| \| \| \| \| \| \| \| \| \| \| \| \| \| \| \| \| \| \| \| \| \| \| \| \| \| \| \| \| \| \| \| 8. Infante Pedro de Portugal[435] \| \| \| \| \| \| \| \| \| \| \| \| \| \| \| \| \| \| \| \| \| \| \| \| \| \| \| \| \| \| \| \| \| \| \| \| \| \| \| \| \| \| \| \| \| \| \| \| \| \| \| \| \| \| 17. Archiduquesa María Ana de Austria \| \| \| \| \| \| \| \| \| \| \| \| \| \| \| \| \| \| \| \| \| \| \| \| \| \| \| \| \| \| \| \| \| \| \| \| \| \| \| \| \| \| \| \| \| \| \| \| \| \| \| \| \| \| 4. Juan VI, rey de Portugal \| \| \| \| \| \| \| \| \| \| \| \| \| \| \| \| \| \| \| \| \| \| \| \| \| \| \| \| \| \| \| \| \| \| \| \| \| \| \| \| \| \| \| \| \| \| \| \| \| \| \| \| \| \| 18. José I, rey de Portugal \| \| \| \| \| \| \| \| \| \| \| \| \| \| \| \| \| \| \| \| \| \| \| \| \| \| \| \| \| \| \| \| \| \| \| \| \| \| \| \| \| \| \| \| \| \| \| \| \| \| \| \| \| \| 9. María I, reina de Portugal \| \| \| \| \| \| \| \| \| \| \| \| \| \| \| \| \| \| \| \| \| \| \| \| \| \| \| \| \| \| \| \| \| \| \| \| \| \| \| \| \| \| \| \| \| \| \| \| \| \| \| \| \| \| 19. Infanta Mariana Victoria de España \| \| \| \| \| \| \| \| \| \| \| \| \| \| \| \| \| \| \| \| \| \| \| \| \| \| \| \| \| \| \| \| \| \| \| \| \| \| \| \| \| \| \| \| \| \| \| \| \| \| \| \| \| \| 2. Pedro I, emperador de Brasil y rey de Portugal \| \| \| \| \| \| \| \| \| \| \| \| \| \| \| \| \| \| \| \| \| \| \| \| \| \| \| \| \| \| \| \| \| \| \| \| \| \| \| \| \| \| \| \| \| \| \| \| \| \| \| \| \| \| 20. Carlos III, rey de España (= 26 y 28) \| \| \| \| \| \| \| \| \| \| \| \| \| \| \| \| \| \| \| \| \| \| \| \| \| \| \| \| \| \| \| \| \| \| \| \| \| \| \| \| \| \| \| \| \| \| \| \| \| \| \| \| \| \| 10. Carlos IV, rey de España \| \| \| \| \| \| \| \| \| \| \| \| \| \| \| \| \| \| \| \| \| \| \| \| \| \| \| \| \| \| \| \| \| \| \| \| \| \| \| \| \| \| \| \| \| \| \| \| \| \| \| \| \| \| 21. Princesa María Amalia de Sajonia (= 27 y 29) \| \| \| \| \| \| \| \| \| \| \| \| \| \| \| \| \| \| \| \| \| \| \| \| \| \| \| \| \| \| \| \| \| \| \| \| \| \| \| \| \| \| \| \| \| \| \| \| \| \| \| \| \| \| 5. Infanta Carlota Joaquina de España \| \| \| \| \| \| \| \| \| \| \| \| \| \| \| \| \| \| \| \| \| \| \| \| \| \| \| \| \| \| \| \| \| \| \| \| \| \| \| \| \| \| \| \| \| \| \| \| \| \| \| \| \| \| 22. Felipe I, duque de Parma \| \| \| \| \| \| \| \| \| \| \| \| \| \| \| \| \| \| \| \| \| \| \| \| \| \| \| \| \| \| \| \| \| \| \| \| \| \| \| \| \| \| \| \| \| \| \| \| \| \| \| \| \| \| 11. Princesa María Luisa de Parma \| \| \| \| \| \| \| \| \| \| \| \| \| \| \| \| \| \| \| \| \| \| \| \| \| \| \| \| \| \| \| \| \| \| \| \| \| \| \| \| \| \| \| \| \| \| \| \| \| \| \| \| \| \| 23. Princesa Luisa Isabel de Francia \| \| \| \| \| \| \| \| \| \| \| \| \| \| \| \| \| \| \| \| \| \| \| \| \| \| \| \| \| \| \| \| \| \| \| \| \| \| \| \| \| \| \| \| \| \| \| \| \| \| \| \| \| \| 1. Pedro II, emperador de Brasil \| \| \| \| \| \| \| \| \| \| \| \| \| \| \| \| \| \| \| \| \| \| \| \| \| \| \| \| \| \| \| \| \| \| \| \| \| \| \| \| \| \| \| \| \| \| \| \| \| \| \| \| \| \| 24. Francisco I, emperador del Sacro Imperio Romano Germánico (= 30) \| \| \| \| \| \| \| \| \| \| \| \| \| \| \| \| \| \| \| \| \| \| \| \| \| \| \| \| \| \| \| \| \| \| \| \| \| \| \| \| \| \| \| \| \| \| \| \| \| \| \| \| \| \| 12. Leopoldo II, emperador del Sacro Imperio Romano Germánico \| \| \| \| \| \| \| \| \| \| \| \| \| \| \| \| \| \| \| \| \| \| \| \| \| \| \| \| \| \| \| \| \| \| \| \| \| \| \| \| \| \| \| \| \| \| \| \| \| \| \| \| \| \| 25. María Teresa I, Archiduquesa de Austria y reina de Hungría y Bohemia (= 31) \| \| \| \| \| \| \| \| \| \| \| \| \| \| \| \| \| \| \| \| \| \| \| \| \| \| \| \| \| \| \| \| \| \| \| \| \| \| \| \| \| \| \| \| \| \| \| \| \| \| \| \| \| \| 6. Francisco II, emperador del Sacro Imperio (Francisco I, emperador de Austria) \| \| \| \| \| \| \| \| \| \| \| \| \| \| \| \| \| \| \| \| \| \| \| \| \| \| \| \| \| \| \| \| \| \| \| \| \| \| \| \| \| \| \| \| \| \| \| \| \| \| \| \| \| \| 26. Carlos III, rey de España (= 20 y 28) \| \| \| \| \| \| \| \| \| \| \| \| \| \| \| \| \| \| \| \| \| \| \| \| \| \| \| \| \| \| \| \| \| \| \| \| \| \| \| \| \| \| \| \| \| \| \| \| \| \| \| \| \| \| 13. Infanta María Luisa de España \| \| \| \| \| \| \| \| \| \| \| \| \| \| \| \| \| \| \| \| \| \| \| \| \| \| \| \| \| \| \| \| \| \| \| \| \| \| \| \| \| \| \| \| \| \| \| \| \| \| \| \| \| \| 27. Princesa María Amalia de Sajonia (= 21 y 29) \| \| \| \| \| \| \| \| \| \| \| \| \| \| \| \| \| \| \| \| \| \| \| \| \| \| \| \| \| \| \| \| \| \| \| \| \| \| \| \| \| \| \| \| \| \| \| \| \| \| \| \| \| \| 3. Archiduquesa María Leopoldina de Austria \| \| \| \| \| \| \| \| \| \| \| \| \| \| \| \| \| \| \| \| \| \| \| \| \| \| \| \| \| \| \| \| \| \| \| \| \| \| \| \| \| \| \| \| \| \| \| \| \| \| \| \| \| \| 28. Carlos III, rey de España (= 20 y 26) \| \| \| \| \| \| \| \| \| \| \| \| \| \| \| \| \| \| \| \| \| \| \| \| \| \| \| \| \| \| \| \| \| \| \| \| \| \| \| \| \| \| \| \| \| \| \| \| \| \| \| \| \| \| 14. Fernando I, rey de las Dos Sicilias \| \| \| \| \| \| \| \| \| \| \| \| \| \| \| \| \| \| \| \| \| \| \| \| \| \| \| \| \| \| \| \| \| \| \| \| \| \| \| \| \| \| \| \| \| \| \| \| \| \| \| \| \| \| 29. Princesa María Amalia de Sajonia (= 21 y 27) \| \| \| \| \| \| \| \| \| \| \| \| \| \| \| \| \| \| \| \| \| \| \| \| \| \| \| \| \| \| \| \| \| \| \| \| \| \| \| \| \| \| \| \| \| \| \| \| \| \| \| \| \| \| 7. Princesa María Teresa de las Dos Sicilias \| \| \| \| \| \| \| \| \| \| \| \| \| \| \| \| \| \| \| \| \| \| \| \| \| \| \| \| \| \| \| \| \| \| \| \| \| \| \| \| \| \| \| \| \| \| \| \| \| \| \| \| \| \| 30. Francisco I, emperador del Sacro Imperio Romano Germánico (= 24) \| \| \| \| \| \| \| \| \| \| \| \| \| \| \| \| \| \| \| \| \| \| \| \| \| \| \| \| \| \| \| \| \| \| \| \| \| \| \| \| \| \| \| \| \| \| \| \| \| \| \| \| \| \| 15. Archiduquesa María Carolina de Austria \| \| \| \| \| \| \| \| \| \| \| \| \| \| \| \| \| \| \| \| \| \| \| \| \| \| \| \| \| \| \| \| \| \| \| \| \| \| \| \| \| \| \| \| \| \| \| \| \| \| \| \| \| \| 31. María Teresa I, Archiduquesa de Austria y reina de Hungría y Bohemia (= 25) \| \| \| \| \| \| \| \| \| \| \| \| \| \| \| \| \| \| \| \| \| \| \| \| \| \| \| \| \| \| \| \| \| \| \| \| \| \| \| \| \| \| \| \| \| \| \| \| \| \| \| \| |                                                                                  |  |  |  |  |  |  |  |  |  |  |  |  |  |  |  |
| |                                                                                  |  |  |  |  |  |  |  |  |  |  |  |  |  |  |  |
| | 16. Juan V, rey de Portugal                                                      |  |  |  |  |  |  |  |  |  |  |  |  |  |  |  |
| |                                                                                  |  |  |  |  |  |  |  |  |  |  |  |  |  |  |  |
| |                                                                                  |  |  |  |  |  |  |  |  |  |  |  |  |  |  |  |
| | 8. Infante Pedro de Portugal                                                     |  |  |  |  |  |  |  |  |  |  |  |  |  |  |  |
| |                                                                                  |  |  |  |  |  |  |  |  |  |  |  |  |  |  |  |
| |                                                                                  |  |  |  |  |  |  |  |  |  |  |  |  |  |  |  |
| | 17. Archiduquesa María Ana de Austria                                            |  |  |  |  |  |  |  |  |  |  |  |  |  |  |  |
| |                                                                                  |  |  |  |  |  |  |  |  |  |  |  |  |  |  |  |
| |                                                                                  |  |  |  |  |  |  |  |  |  |  |  |  |  |  |  |
| | 4. Juan VI, rey de Portugal                                                      |  |  |  |  |  |  |  |  |  |  |  |  |  |  |  |
| |                                                                                  |  |  |  |  |  |  |  |  |  |  |  |  |  |  |  |
| |                                                                                  |  |  |  |  |  |  |  |  |  |  |  |  |  |  |  |
| | 18. José I, rey de Portugal                                                      |  |  |  |  |  |  |  |  |  |  |  |  |  |  |  |
| |                                                                                  |  |  |  |  |  |  |  |  |  |  |  |  |  |  |  |
| |                                                                                  |  |  |  |  |  |  |  |  |  |  |  |  |  |  |  |
| | 9. María I, reina de Portugal                                                    |  |  |  |  |  |  |  |  |  |  |  |  |  |  |  |
| |                                                                                  |  |  |  |  |  |  |  |  |  |  |  |  |  |  |  |
| |                                                                                  |  |  |  |  |  |  |  |  |  |  |  |  |  |  |  |
| | 19. Infanta Mariana Victoria de España                                           |  |  |  |  |  |  |  |  |  |  |  |  |  |  |  |
| |                                                                                  |  |  |  |  |  |  |  |  |  |  |  |  |  |  |  |
| |                                                                                  |  |  |  |  |  |  |  |  |  |  |  |  |  |  |  |
| | 2. Pedro I, emperador de Brasil y rey de Portugal                                |  |  |  |  |  |  |  |  |  |  |  |  |  |  |  |
| |                                                                                  |  |  |  |  |  |  |  |  |  |  |  |  |  |  |  |
| |                                                                                  |  |  |  |  |  |  |  |  |  |  |  |  |  |  |  |
| | 20. Carlos III, rey de España (= 26 y 28)                                        |  |  |  |  |  |  |  |  |  |  |  |  |  |  |  |
| |                                                                                  |  |  |  |  |  |  |  |  |  |  |  |  |  |  |  |
| |                                                                                  |  |  |  |  |  |  |  |  |  |  |  |  |  |  |  |
| | 10. Carlos IV, rey de España                                                     |  |  |  |  |  |  |  |  |  |  |  |  |  |  |  |
| |                                                                                  |  |  |  |  |  |  |  |  |  |  |  |  |  |  |  |
| |                                                                                  |  |  |  |  |  |  |  |  |  |  |  |  |  |  |  |
| | 21. Princesa María Amalia de Sajonia (= 27 y 29)                                 |  |  |  |  |  |  |  |  |  |  |  |  |  |  |  |
| |                                                                                  |  |  |  |  |  |  |  |  |  |  |  |  |  |  |  |
| |                                                                                  |  |  |  |  |  |  |  |  |  |  |  |  |  |  |  |
| | 5. Infanta Carlota Joaquina de España                                            |  |  |  |  |  |  |  |  |  |  |  |  |  |  |  |
| |                                                                                  |  |  |  |  |  |  |  |  |  |  |  |  |  |  |  |
| |                                                                                  |  |  |  |  |  |  |  |  |  |  |  |  |  |  |  |
| | 22. Felipe I, duque de Parma                                                     |  |  |  |  |  |  |  |  |  |  |  |  |  |  |  |
| |                                                                                  |  |  |  |  |  |  |  |  |  |  |  |  |  |  |  |
| |                                                                                  |  |  |  |  |  |  |  |  |  |  |  |  |  |  |  |
| | 11. Princesa María Luisa de Parma                                                |  |  |  |  |  |  |  |  |  |  |  |  |  |  |  |
| |                                                                                  |  |  |  |  |  |  |  |  |  |  |  |  |  |  |  |
| |                                                                                  |  |  |  |  |  |  |  |  |  |  |  |  |  |  |  |
| | 23. Princesa Luisa Isabel de Francia                                             |  |  |  |  |  |  |  |  |  |  |  |  |  |  |  |
| |                                                                                  |  |  |  |  |  |  |  |  |  |  |  |  |  |  |  |
| |                                                                                  |  |  |  |  |  |  |  |  |  |  |  |  |  |  |  |
| | 1. Pedro II, emperador de Brasil                                                 |  |  |  |  |  |  |  |  |  |  |  |  |  |  |  |
| |                                                                                  |  |  |  |  |  |  |  |  |  |  |  |  |  |  |  |
| |                                                                                  |  |  |  |  |  |  |  |  |  |  |  |  |  |  |  |
| | 24. Francisco I, emperador del Sacro Imperio Romano Germánico (= 30)             |  |  |  |  |  |  |  |  |  |  |  |  |  |  |  |
| |                                                                                  |  |  |  |  |  |  |  |  |  |  |  |  |  |  |  |
| |                                                                                  |  |  |  |  |  |  |  |  |  |  |  |  |  |  |  |
| | 12. Leopoldo II, emperador del Sacro Imperio Romano Germánico                    |  |  |  |  |  |  |  |  |  |  |  |  |  |  |  |
| |                                                                                  |  |  |  |  |  |  |  |  |  |  |  |  |  |  |  |
| |                                                                                  |  |  |  |  |  |  |  |  |  |  |  |  |  |  |  |
| | 25. María Teresa I, Archiduquesa de Austria y reina de Hungría y Bohemia (= 31)  |  |  |  |  |  |  |  |  |  |  |  |  |  |  |  |
| |                                                                                  |  |  |  |  |  |  |  |  |  |  |  |  |  |  |  |
| |                                                                                  |  |  |  |  |  |  |  |  |  |  |  |  |  |  |  |
| | 6. Francisco II, emperador del Sacro Imperio (Francisco I, emperador de Austria) |  |  |  |  |  |  |  |  |  |  |  |  |  |  |  |
| |                                                                                  |  |  |  |  |  |  |  |  |  |  |  |  |  |  |  |
| |                                                                                  |  |  |  |  |  |  |  |  |  |  |  |  |  |  |  |
| | 26. Carlos III, rey de España (= 20 y 28)                                        |  |  |  |  |  |  |  |  |  |  |  |  |  |  |  |
| |                                                                                  |  |  |  |  |  |  |  |  |  |  |  |  |  |  |  |
| |                                                                                  |  |  |  |  |  |  |  |  |  |  |  |  |  |  |  |
| | 13. Infanta María Luisa de España                                                |  |  |  |  |  |  |  |  |  |  |  |  |  |  |  |
| |                                                                                  |  |  |  |  |  |  |  |  |  |  |  |  |  |  |  |
| |                                                                                  |  |  |  |  |  |  |  |  |  |  |  |  |  |  |  |
| | 27. Princesa María Amalia de Sajonia (= 21 y 29)                                 |  |  |  |  |  |  |  |  |  |  |  |  |  |  |  |
| |                                                                                  |  |  |  |  |  |  |  |  |  |  |  |  |  |  |  |
| |                                                                                  |  |  |  |  |  |  |  |  |  |  |  |  |  |  |  |
| | 3. Archiduquesa María Leopoldina de Austria                                      |  |  |  |  |  |  |  |  |  |  |  |  |  |  |  |
| |                                                                                  |  |  |  |  |  |  |  |  |  |  |  |  |  |  |  |
| |                                                                                  |  |  |  |  |  |  |  |  |  |  |  |  |  |  |  |
| | 28. Carlos III, rey de España (= 20 y 26)                                        |  |  |  |  |  |  |  |  |  |  |  |  |  |  |  |
| |                                                                                  |  |  |  |  |  |  |  |  |  |  |  |  |  |  |  |
| |                                                                                  |  |  |  |  |  |  |  |  |  |  |  |  |  |  |  |
| | 14. Fernando I, rey de las Dos Sicilias                                          |  |  |  |  |  |  |  |  |  |  |  |  |  |  |  |
| |                                                                                  |  |  |  |  |  |  |  |  |  |  |  |  |  |  |  |
| |                                                                                  |  |  |  |  |  |  |  |  |  |  |  |  |  |  |  |
| | 29. Princesa María Amalia de Sajonia (= 21 y 27)                                 |  |  |  |  |  |  |  |  |  |  |  |  |  |  |  |
| |                                                                                  |  |  |  |  |  |  |  |  |  |  |  |  |  |  |  |
| |                                                                                  |  |  |  |  |  |  |  |  |  |  |  |  |  |  |  |
| | 7. Princesa María Teresa de las Dos Sicilias                                     |  |  |  |  |  |  |  |  |  |  |  |  |  |  |  |
| |                                                                                  |  |  |  |  |  |  |  |  |  |  |  |  |  |  |  |
| |                                                                                  |  |  |  |  |  |  |  |  |  |  |  |  |  |  |  |
| | 30. Francisco I, emperador del Sacro Imperio Romano Germánico (= 24)             |  |  |  |  |  |  |  |  |  |  |  |  |  |  |  |
| |                                                                                  |  |  |  |  |  |  |  |  |  |  |  |  |  |  |  |
| |                                                                                  |  |  |  |  |  |  |  |  |  |  |  |  |  |  |  |
| | 15. Archiduquesa María Carolina de Austria                                       |  |  |  |  |  |  |  |  |  |  |  |  |  |  |  |
| |                                                                                  |  |  |  |  |  |  |  |  |  |  |  |  |  |  |  |
| |                                                                                  |  |  |  |  |  |  |  |  |  |  |  |  |  |  |  |
| | 31. María Teresa I, Archiduquesa de Austria y reina de Hungría y Bohemia (= 25)  |  |  |  |  |  |  |  |  |  |  |  |  |  |  |  |
| |                                                                                  |  |  |  |  |  |  |  |  |  |  |  |  |  |  |  |
| |                                                                                  |  |  |  |  |  |  |  |  |  |  |  |  |  |  |  |